# Világűr
A világűr a világegyetem égitestek közötti légüres térsége. A Föld légköre és a világűr között nincs éles határ. A legáltalánosabban elfogadott határvonal a Nemzetközi Asztronautikai Szövetség által meghatározott 100 kilométeres magasság (a Kármán-vonal), de a funkcionalizmus hívei szerint a világűr ott kezdődik, ahol már létezhet orbitális mozgás. Az Amerikai Egyesült Államokban – éppen emiatt a funkcionalista nézet miatt – a 80 km magasságig eljutott pilótákat már asztronautáknak nevezik és a világűrt megjárt egyénként jegyzik be őket. Az űreszközök visszatérésekor 120 km magasságtól válik jelentőssé a légkör fékező hatása, a visszaúton tehát itt ér véget a világűr. A világűr területi felosztása földközpontú: bolygónktól kifelé induló térségekre osztjuk a teret az alacsony Föld körüli pályától az univerzum határáig.

Az atmoszféra határai

Neve ellenére a világűr nem teljesen üres. Apró porszemcsék, molekulák és atomok formájában itt is van anyag, de sűrűsége olyan kicsi, amilyet a legjobb földi laboratóriumokban sem lehet előállítani. A világűrt 2,7 K hőmérsékletű kozmikus háttérsugárzás tölti be, amely az ősrobbanás egyik fontos következménye.
A világűr felfedezése 1957. október 4-én indult a Szputnyik–1 felbocsátásával, és azóta is töretlenül halad. A holdra szállás az Apollo-programban, a víz felfedezése a Marson, esetleg a heliopauzát elérő Voyager szondák kiemelkedő eredmények voltak, de mellettük számos más, az űr megismerését szolgáló, kevésbé látványos program is futott. Ezek a programok ötven év alatt több tudást adtak kezünkbe a világegyetemről, mint amennyit az előző több ezer évben tanultunk róla.

## A világűr mint környezet
A világűr tökéletesen más, mint megszokott, mindennapi környezetünk. Legfőbb különlegessége a szinte teljes vákuum. Bár a közgondolkodásban az űr a tökéletes vákuum szinonimája, azért a kozmosz (a kifejezést Püthagorasz használta először) sem tökéletesen üres: még az intergalaktikus térben is van köbméterenként néhány hidrogénatom. (Összehasonlításképpen: a földi légkör 5,148 × 1018 kg össztömegéből adódóan a tengerszinten köbcentiméterenként 1019 atomot tartalmaz.)
A világűr határa nem éles, hisz a definícióban szereplő légkör kiterjedése nem határozható meg egzaktul. Egy égitest légköri gázainak sűrűsége az égitesttől távolodva szigorúan monoton csökken, így például a Föld fölött 100 kilométerrel még mindig 1 Pa a nyomás. Ezen a vonalon túl a légköri nyomás a Nap sugárnyomása és a napszél dinamikus nyomása mellett elhanyagolhatóvá válik. A légkör és a világűr határvidékét – azt a térrészt, ahol a légköri gázok sűrűsége a „szokásos”, köbméterenként néhány atomra csökken – termoszférának vagy ionoszférának is nevezik: ebben a fő környezeti hatás már az úgynevezett űridőjárás.
Érdekes módon a szintén ebben a határsávban – az űrhajózásban használt terminus szerint az alacsony Föld körüli pályán (Low Earth Orbit) – mozgó űreszközökre mégis komolyan hat az előbb jelentéktelennek minősített gáz. A műholdakat és a hosszabb ideig odafenn keringő űrállomásokat jelentősen fékezi a légkör felső része – ez egészen odáig fajulhat, hogy az űreszköz elveszti orbitális sebességét, és a sűrű légkörbe visszasüllyedve elég, roncsai esetleg a Föld felszínéig is eljuthatnak. Éppen ezért az alacsony Föld körüli pályán keringő űreszközök pályán tartásához időről időre pályakorrekciókra van szükség: az eszköz pálya menti sebességét növelve meg kell emelni a keringés magasságát.
A világűr nagy részében uralkodó hőmérséklet 2,7 K, azaz −270 °C. Ez a világűrt kitöltő kozmikus háttérsugárzás hatása, és az ősrobbanás mára fennmaradt nyomának, elektromágneses „visszhangjának” tekinthető. Ettől az értéktől régiónként eltérő hőmérséklet is mérhető, ahol az anyagsűrűség nagyobb.
A világűr körülményeit az ember védőöltözet nélkül nem képes elviselni, azok számára halálosak. Az ilyen környezetbe kerülő emberre többféle veszély leselkedik: a rendkívül alacsony hőmérsékleten megfagyhat, a gyakorlatilag nulla nyomáson a testnedvei felforrhatnak, a levegő hiánya miatt megfulladhat. A halál legvalószínűbb oka ez utóbbi: a tüdőben levő és a külső nyomás azonnal ki akar egyenlítődni, ezért a levegő rögtön kiáramlik a tüdőből, majd a vérben kötött oxigén is igyekszik kiválni a tüdőben, hogy ez is kiáramoljon a környezetbe, végül az oxigén nélkül maradt szervek felmondják a szolgálatot, még mielőtt bekövetkezne a fagyhalál, vagy elforrnának a testnedvek.

## A világűr mint sebességhatár
A világűr egy másik értelmezése az űrrepüléshez köthető: ez a 100 km-es magasságon túli teret tekinti űrnek. Kármán Tódor mutatta ki aerodinamikai számításokkal, hogy kb. 100 km magasság fölött a repülő test aerodinamikai felületein termelt felhajtóerőnek már nincs jelentősége, mert a megfelelő felhajtóerő termeléséhez már olyan sebességre (első kozmikus sebesség) lenne szükség, ami egyébként is a Föld körül tartaná a repülőeszközt.
Az azonban tévhit, hogy ha egy test egyszer elérte az orbitális sebességet, akkor kering a Föld körül. A földfelszín közelében lehetetlen a mai technikával elérni az orbitális sebességet, mivel a levegő közegellenállása ehhez túl sok energiát igényelne (jelenleg 32 MJ/kg energiát kell befektetni az űreszközök orbitális pályára bocsátásához). A legkisebb olyan magasság, amelyen a keringési sebesség viszonylag tartósan (néhány keringésig) elérhető, 80 km. Itt már olyan ritka a légkör, hogy a technika mai színvonalán rendelkezésre álló tolóerővel elérhető a keringési sebesség, ám mégis van annyira sűrű, hogy a súrlódás fékező hatása az eszközt fokozatosan lelassítsa, és az végül lezuhanjon. A Kármán-féle 100 kilométeres magasság is ezért elméleti, mert ott a keringő tárgyak még nem maradnak fenn stabilan. A gyakorlatban egy pár napig stabil pályához (ahol a lassulás elég csekély ahhoz, hogy folyamatos gyorsítás és energiabefektetés nélkül akár néhány napig is fennmaradjon az űreszköz) legalább 200 kilométer magasság kell; az évekig stabil pályához 350 km-re vagy e fölé kell eljutni.
A fenti tétel visszafelé is igaz: hiába érjük el a kellő (200 vagy akár 350 km-es) magasságot, az eszközünk csak akkor áll pályára, ha a szükséges sebessége is megvan. Éppen e feltételek alapján különböztetünk meg orbitális repülést és szuborbitális repülést (más néven űrugrást).
Mivel a világűr – szélsőséges leegyszerűsítéssel – az égitestek közötti üres tér, így természetesen a sebességhatáron alapuló elhatárolása nem csak a Földre érvényes, viszont a határ minden égitestre más és más: az a magasság, amin a helyi első kozmikus sebesség már elérhető. A Holdon például a légkör és így az aerodinamikai erők hiánya miatt a szökési sebesség akár a tengerszinten is elérhető, de ha figyelembe vesszük a domborzatot is, úgy a legmagasabb hegycsúcsok fölé kell tennünk azt a körpályát, amin már elképzelhető orbitális keringés.

## Repülések a világűr határán

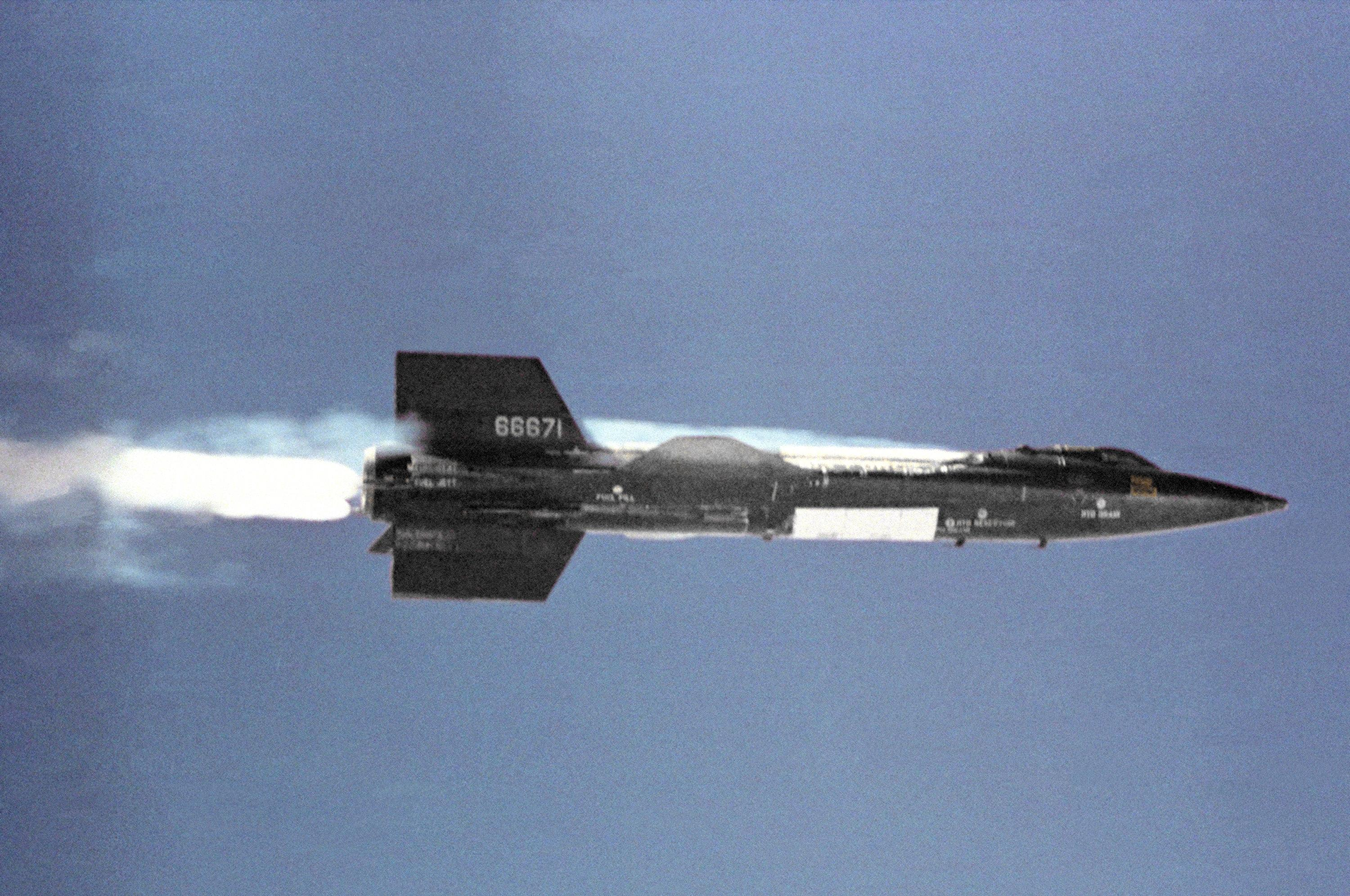
Az X–15 rakéta-repülőgép repülés közben

Bár a legelső, a világűr elérésére irányuló próbálkozás Jurij Gagarin és a Vosztok–1 révén máris sikeres orbitális pályára állással végződött, a más úton induló NASA két olyan szuborbitális repülést hajtott végre, amely csak a világűr határáig ért el. A Freedom 7, fedélzetén Alan Shepard, 1961. május 5-én 187,42 km, majd a Liberty Bell 7 űrhajón Gus Grissom 1961. július 21-én 190,39 km magasra jutott a Mercury-program keretében. A két űrugrás során csak az elérhető legnagyobb magasságra koncentrált a NASA, a sebességre a Redstone rakéta elégtelen tolóereje miatt még nem fordítottak figyelmet. A két repülés sikeres volt, a célt, a 100 kilométeres magasság átlépését mindkettő teljesítette.
A repülés határainak kitapogatására a NASA egy másik, máig a legkiterjedtebbnek számító kísérleti programot indított a repülőgéppel elérhető legnagyobb magasság és/vagy sebesség elérésére. A kísérletek az X–15-program keretében zajlottak. Ennek keretében egy B–52-es bombázóról nagy magasságban indított rakéta-repülőgéppel törtek a magassági, illetve sebességi rekordokra. A legnagyobb magasságot 1963. augusztus 22-én érte el Joseph A. Walker pilóta 107 960 méterrel. (Amerikában egyébként a fentebb már említett 80 kilométert tekintik az űr határának és azt bármi módon túllépő pilótákat űrhajósnak tekintik. Így az X–15 pilótái közül többen megkapták az „űrhajós” megnevezést). Az X–15 által elért legnagyobb sebességet Pete Knight pilóta érte el 7274 km/h-val. Ezzel a sebességgel a légkörben, ember vezette repülőgéppel elért legnagyobb sebesség rekordját ma is ő tartja. (A légköri repülések között azóta egy ember nélküli kísérleti gép, az X–43A elhódította a legnagyobb sebesség abszolút rekordját.)
A világűr határát repülőgéppel ostromló repülések között a magassági rekord a SpaceShipOne magánűrhajóé és Brian Binnie pilótáé: 2004. október 4-én 112 000 méter magasra emelkedtek az Ansari X-díjért folyó versengésben.

## A világűr vidékei
A világűrt egyfajta modern geocentrikus gondolkodásmód szerint – önkényesen a Földről kiindulva – egyre távolabbi térségekre szokás felosztani. Egyben, mivel a világűrt csak a benne mozgásban levő anyagi testek „szakítják meg”, ezeket az objektumokat is egyfajta geocentrikus lajstrom szerint osztályozhatjuk, amikor számba vesszük a világűr „tartalmát”.
A világűr – ahelyett, hogy a közhiedelem szerint anyagtól teljesen mentes vákuum lenne, – nagyon változatos, főként a Naprendszeren belül. Szűkebb pátriánkban az űrt a napszél uralja egészen a heliopauzáig, ahol más csillagok csillagszelei kiegyenlítik Napunk sugárzásának hatását, és a napszél szuperszonikus sebességről szubszonikusra lassul. Átlépve ezen a határon a hatalmas távolságok helyett az elképzelhetetlen távolságok veszik át az uralmat, a legközelebbi csillag 4 fényévnyire van (mai űrhajóval több tízezer évnyire), és ez a távolság csak apró kőhajításnyi a Tejútrendszer 100 000 fényéves tányérján belül, vagy akár legközelebbi extragalaxis több millió fényéves „közelségéhez” képest.

### Föld körüli térség

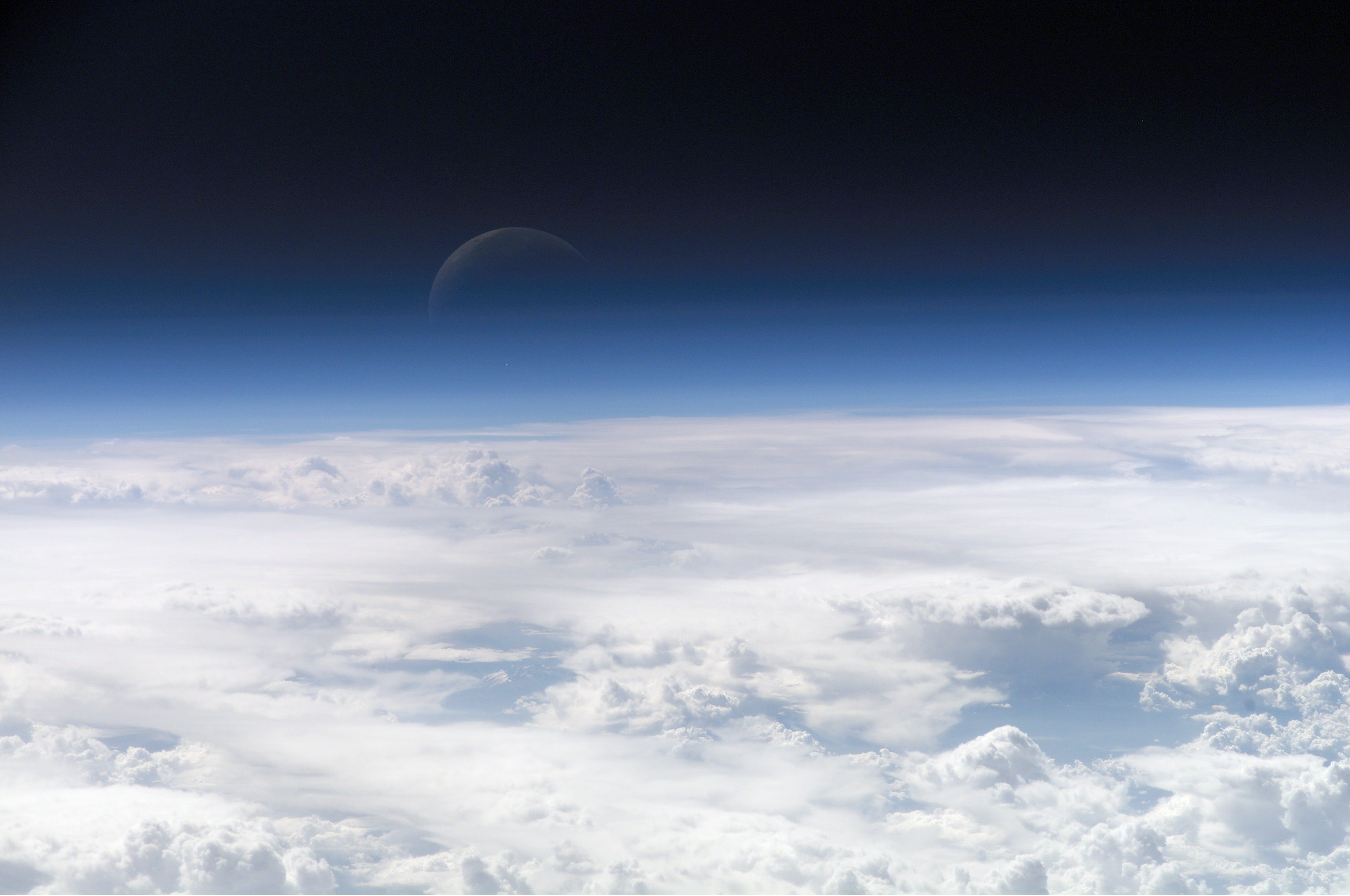
A felhők feletti térség (a háttérben a Hold látható)

A Föld feletti kisebb magasságokon, nagyjából a Hold pályájáig terjedő (épp ezért sokszor holdközi térségnek is nevezett) térrészt tekintjük a Föld körüli térségnek. Az űr ezen közeli része magában foglalja a légkör legfelső rétegeit, úgymint a Föld vonzásából már könnyen kiszabaduló részecskék tárházát, az exoszférát, a Nap sugárzása által ionizált részecskékből álló ionoszférát és az ionoszférát teljes egészében magába foglaló, a felszínen elképzelhetetlen forróságra hevülő légréteget, a termoszférát.
Ez a térrész a magnetoszféra birodalma is egyben. A Föld magjában működő bolygóméretű dinamó hatalmas mágneses teret gerjeszt a bolygónk körül, amely mintegy pajzsként elhárítja a világűr káros sugárzásait a Földtől. A magnetoszféra alakja és mérete folyamatosan változik a napszél nyomásának hatására, a Nap felé néző oldal lapultabb, ahogy a sugárnyomás befelé nyomja, nagyjából 15 földsugár távolságig terjed ki, a Nappal átellenes oldalon – az éjszakai félteke felett elnyúltabb (mint egy üstökös csóvája), itt akár 25 földsugár távolságig is kiterjedhet. A Hold emiatt hol benne tartózkodik, hol pedig kilép belőle.
A magnetoszféra két kitüntetett régiója a két Van Allen-öv, ahol a mágneses tér az erővonalai mentén a napszélből, valamint az ionoszférából származó töltött részecskéket (elektronokat és protonokat) befogja és koncentrálja. Ez a környezet halálos lehet az ide tévedő űrhajósok és végzetes az érzékenyebb űrszondák számára. A magnetoszféra és a napszél folyamatos jelenlétének látható bizonyítéka a Föld légkörében a sarki fény.
A Föld felszínéhez közeli űr legújabb jelensége az űrszemét megjelenése. A Föld körül kiégett rakétafokozatok, kiszolgált vagy elromlott műholdak keringenek, amelyek a hatalmas keringési sebesség miatt akár végzetes baleseteket is okozhatnak már jelenleg is, és a jövőben indítandó űreszközöknek is. Az alacsony Föld körüli pályán keringő űrszemét okozza a legkisebb problémát, hisz a légkör lassító hatása miatt ezek viszonylag „rövid idő”, legfeljebb néhány évtized alatt visszasüllyednek a légkörbe és elégnek. A nagyobb probléma a geostacionárius pályán keringő műholdak esetében merül fel, mivel a 36 000 km magasan tízezer éves skálán stabil maradhat egy test pályája, viszont sok űralkalmazáshoz ez a pálya a legkedvezőbb a műholdak számára, így már napjainkban is telítettnek számít.
A Föld körüli térség jellemző űrobjektumai közé a kozmikus por és a kisebb-nagyobb meteorok tartoznak. A Naprendszerben rengeteg, abból az ősi felhőből származó, a bolygók által még össze nem szedett poranyag kering, amiből maga a Naprendszer kialakult. Ez a por meglepően nagy mennyiségben záporozik a Földre, napi kb. 10 tonnányi por érkezik az űrből (a szemcsék a felső légkörben felizzanak és elpárolognak, a felszínig nem képesek leérni, viszont belőlük keletkezik a hullócsillag jelenség). A térségben előforduló másik, említésre méltó, nagyobb számban előforduló, méretben a por után következő (kavicstól a szikla méretig terjedő) objektumok a meteorok. Ezek némelyike már képes leérni a felszínre, ezek alkotják a meteoritokat. (A meteor és meteorit tehát ugyanaz a fogalom, csak abban különböznek, hogy utóbbi képes volt leérni a Föld felszínére, ez előbbi pedig nem.)

### Bolygóközi tér

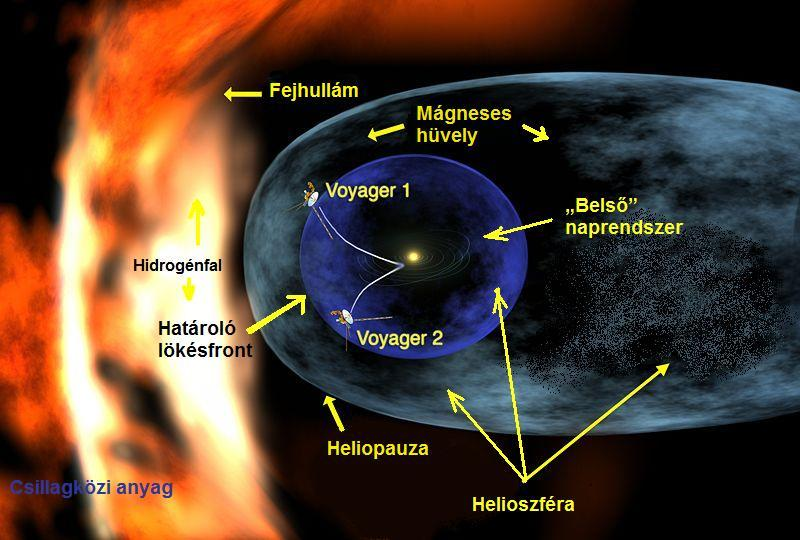
A bolygóközi tér

Ha kicsit távolabb lépünk a Földtől és elhagyjuk a Hold pályáját, kilépünk a bolygóközi térbe, amely egészen a heliopauzáig, a Naprendszer határáig tart, azaz ez a térség fizikai kiterjedésében megegyezik a Naprendszerrel. Ezen a térrészen belül egyértelműen a napszél az úr, de a kozmikus háttérsugárzás (az ionizált atommagok és más szubatomi részecskék árama) is jelen van. A Föld körüli térséghez hasonlóan kozmikus por és gáz is kitölti ezt a teret. A gázrészecskék átlagsűrűsége a bolygóközi térben 1 részecske köbcentiméterenként. Ez a sűrűség változó, a Naptól való távolsággal négyzetes arányban csökken, ám a Nap koronakitörései során akár köbcentiméterenkénti 1000 részecskés sűrűségű felhők is keletkeznek és utaznak tova az űrben (a távolodás közben egyre ritkulva).

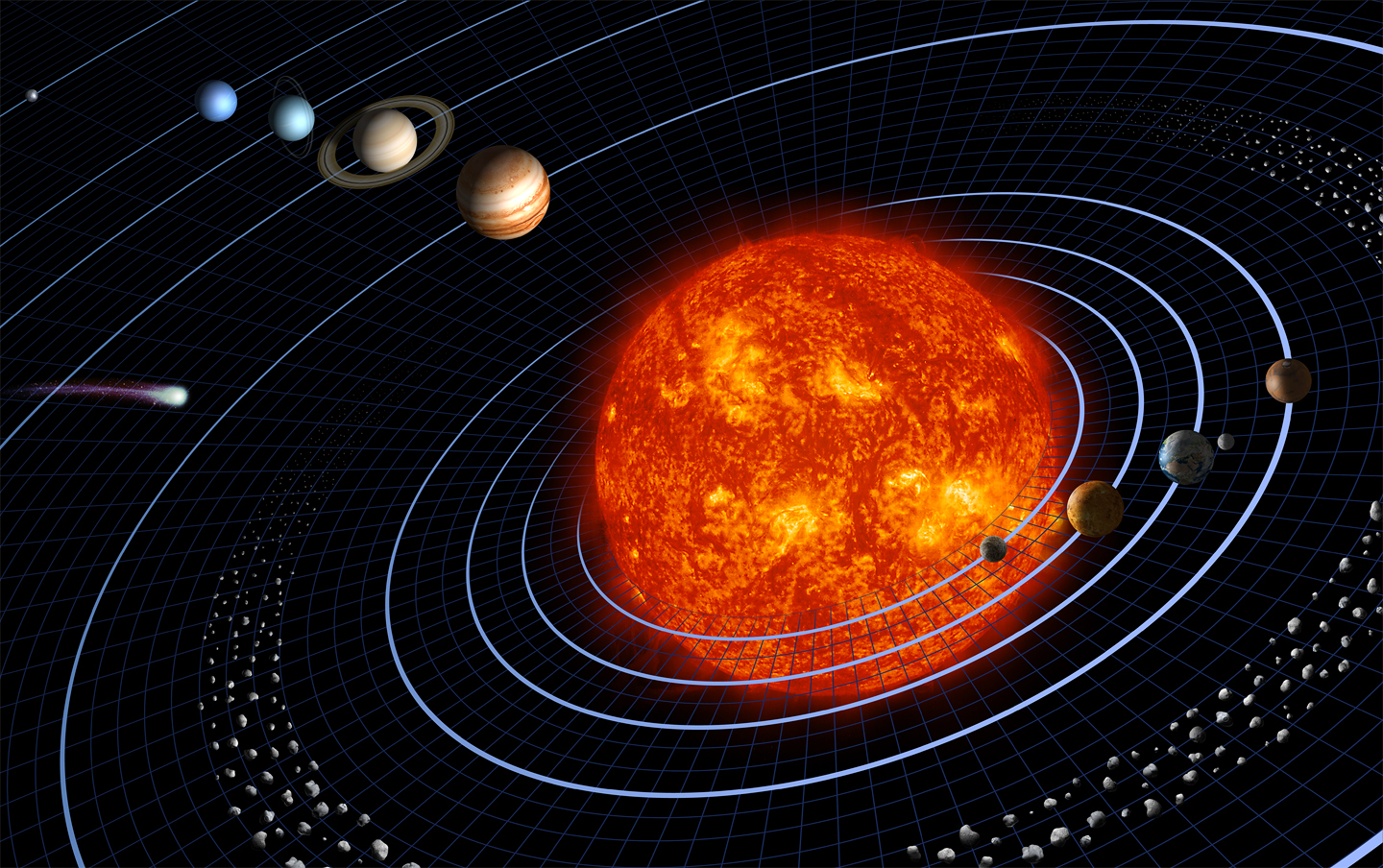
A Naprendszer objektumai (nem méretarányos ábra)

A bolygóközi tér leglátványosabb objektumai természetesen a Nap, a bolygók és holdjaik. A Nap a hozzánk legközelebb eső ún. fősorozati, G2-es színképű csillag, egy hatalmas, hidrogénből és héliumból álló gázgömb, amelyben magfúziós folyamatok zajlanak, benne koncentrálódik a Naprendszer tömegének több mint 99%-a. A bolygóközi tér meghatározó objektuma, gravitációja ural mindent, sugárzása is meghatározó a Naprendszer burkán belül.
A nagybolygók között kétféle típust különböztetünk meg: kőzetbolygókat és gázbolygókat.
Kőzetbolygók: a belső Naprendszerben a Nap körül keringő, főként szilikátokból felépülő, nagyobb sűrűségű, kisebb méretű égitestek (a csillagászati terminológia Föld típusú bolygóként is említi őket).
- Merkúr: a Naphoz legközelebb keringő, a bolygók közül a legkisebb (sőt, egyes naprendszerbeli holdaknál is kisebb) égitest. Légkörrel nem rendelkezik, felszíne kráterek szaggatta, aránytalanul nagy, vasból álló magja van, extrém hőmérséklet-különbségek tapasztalhatók a szélességi köröktől és a megvilágítottságtól függően. A Nap körül 88 nap alatt tesz egy fordulatot, saját tengelye körül pedig 58,5 nap alatt. Holdja nincs.
- Vénusz: a Földhöz hasonló mérete és tömege miatt bolygónk ikertestvéreként tartjuk számon. Kifelé haladva a Naptól számított második bolygó. Sűrű szén-dioxid légköre van, amelyet a fékezhetetlen üvegházhatás alakított mai formájára. Az üvegházhatást okozó gázok elszabadulása valószínűleg a Földénél sokkal több és nagyobb vulkán egykori működésének következménye. A Napot 225 nap alatt kerüli meg, saját tengelye körül pedig egy vénuszi évnél is tovább, 243 nap alatt fordul meg, az egyetlen bolygó, amelynek a saját tengelye körüli forgása retrográd. Hold nem kering körülötte.
- Föld: életünk színtere, a felszínének 71%-án vízborítással rendelkező, oxigén–nitrogén légkörű, tektonikai felszínformáló erők által formált, a magban folyó folyamatok által gerjesztett mágneses térrel védelmezett bolygó, a Naptól sorrendben a harmadik. A Naprendszer legnagyobb kőzetbolygója. Egyetlen hold kering körülötte.
- Mars: kifelé haladva a negyedik, egyben utolsó Föld típusú bolygó, méretben a Földtől sokkal kisebb, amelyen gyér szén-dioxid légkör található. Az egyetlen, amelyen a Földön kívül lehetségesnek tartják az élet egykori, esetleges jelenlétét. Két holdja van, amelyek befogott aszteroidák lehetnek.

Gázbolygók:
- Jupiter: a Naprendszer legnagyobb bolygója. Két fő összetevőből, hidrogénből és héliumból áll és feltételezések között egy kis méretű, nehezebb elemekből álló, óriási nyomás alatt levő központi magja van. Holdak tucatjai keringenek körülötte, köztük a Naprendszer legnagyobb holdja(i).
- Szaturnusz: A Jupiterhez hasonló gázóriás, méretben és tömegben kisebb, de felépítésében, összetevőiben teljesen hasonló. Ennél a bolygónál is rengeteg hold figyelhető meg és egy nagyon látványos gyűrűrendszer is kering körülötte.
- Uránusz: A Naprendszer hetedik bolygója, amely szintén gázóriás, ám kissé más összetevőkkel rendelkezik, mint a Jupiter és a Szaturnusz (ezért szokás külön kategóriaként, „jégóriásként” is emlegetni. A hidrogén és hélium mellett víz, ammónia és metán is van a légkörében, ami más (kékeszöld) színt is kölcsönöz a számára. Ugyancsak rendelkezik holdakkal és gyűrűvel.
- Neptunusz: A legkülső nagybolygó, amely az Uránusz ikertestvére, teljesen hasonló mind méretében, mind tömegében és összetételében.

A kőzetbolygók keringési tartományán belül húzódik az ún. lakható övezet is. Ez egy a Naptól – vagy az univerzum más részein a csillagoktól, sőt óriásbolygóktól – meghatározott távolságra húzódó sáv, amelyen belül egy ott keringő bolygón (esetleg holdon) a földi élethez szükséges feltételek jöhetnek létre, elsősorban a víz folyékonyan maradásához szükséges és elégséges hőmérséklet. A zóna természetesen egy elméleti sáv, egy gömbhéj a csillag körül, amely az idők során változik. Modellszámítások szerint a Naprendszerben jelenleg 0,95 AU és 1,37 AU között húzódik, jelenleg csak a Föld kering ezen belül. Más értelmezések kicsit messzebbre tolják ki a zóna határait, ezek egyikében még a Mars is éppen a határon mozog, ám a Vénusz mindegyik szerint kívül esik a lakható övezeten. A csillag működésének változásai miatt a lakhatósági zóna is folyamatosan vándorol.
Bár az aszteroidák körül is számos példány kering, mégis inkább a bolygókhoz kötődő égitesttípus a hold. A nyolc nagybolygó körül 165 hold kering (ez a szám folyamatosan változik, növekszik, ahogy a külső bolygókhoz vezetett űrszondás expedíciók során egymás után születnek az új hold-felfedezések). A nagyszámú hold között azonban csak mindössze 15 van, amelynek 1000 km-nél nagyobb az átmérője. A Föld holdjához, mint általában hivatkozott viszonyítási alaphoz hasonló méretű viszont már csak hat található. Ezek közül négy (az Io, az Europa, a Ganymedes és a Callisto) a Jupiter ún. Galilei-holdjai, egy további (a Titan) a Szaturnusz és egy másik (a Triton) a Neptunusz holdja. A legnagyobbak közülük még a Merkúr bolygónál is nagyobb.

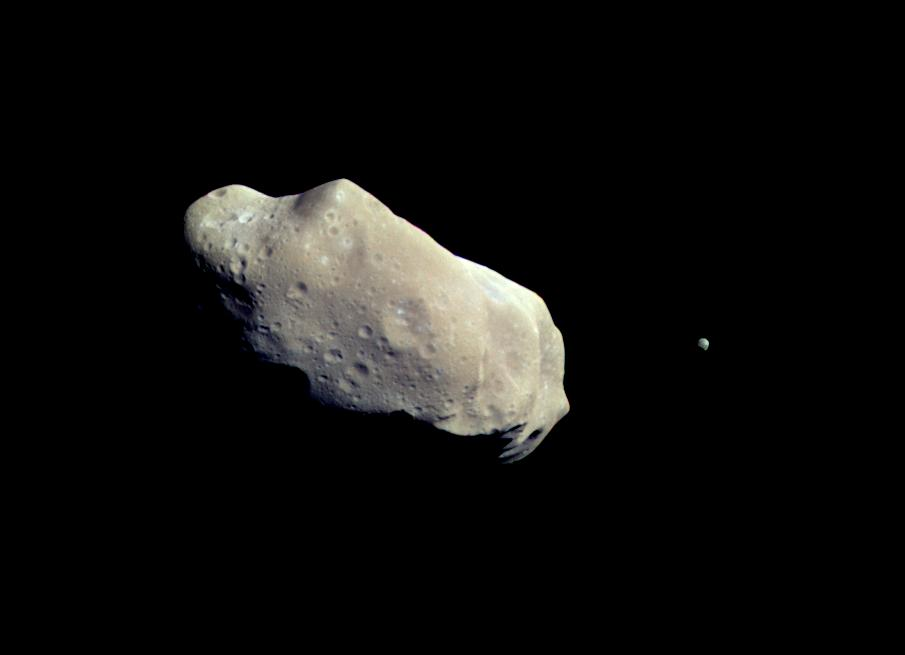
Az Ida kisbolygó és aprócska holdja, a Dactyl

A holdak zöme azonban kicsi, még csak nem is gömb alakú, általában a gazdabolygó gravitációja által befogott és keringési pályára kényszerített aszteroida. A holdak egy további nagyszámú csoportja maga is egy másik aszteroida körül kering (például az Ida kisbolygó Dactyl holdja). Létezik a holdaknak egy nagyon speciális esete, a gázbolygók – különösen a Szaturnusz – körül megfigyelhető gyűrűk, vagy gyűrűrendszer, amely a feltételezések szerint egy egykori hold, vagy holdak darabokra töréséből született.
A bolygók után a méretsorrendben az IAU 2006-os kongresszusán bevezetett terminológiája szerinti törpebolygók következnek, amelyek átmenetet jelentenek a nagybolygók és az aszteroidák, vagy más néven kisbolygók között. Ezen égitesttípus egyedei a Nap körül keringenek, és elegendően nagyok ahhoz, hogy gömb alakot vegyenek fel, de nem tudták tisztára söpörni a pályájukat. Ma összesen öt törpebolygót ismerünk:
- Plútó
- Ceres
- Haumea
- Makemake
- Erisz

Mivel ez a típus nagyon új, még további égitestek kerülhetnek be ebbe az osztályba, mivel némelyik nagyobb aszteroidáról még nincs elég ismeretünk és a részletes vizsgálatok után kiderülhet, hogy még néhány teljesíti a törpebolygó definícióban szereplő feltételeket.
A törpebolygók után következő – százezres nagyságrendű tagot számláló – objektumtípust az aszteroidák, vagy más néven kisbolygók jelentik. Az aszteroidák olyan kisebb égitestek, amelyek nem érték el a bolygó méretet, illetve gömb alakot, legtöbbjük még a protoplanetáris korongból állt össze, ám a Naprendszerben uralkodó gravitációs árapály erők miatt nem tudtak nagyobb égitestté összeállni. A kisbolygók egy szűk sávban, az aszteroida-övben, illetve a Jupiter pályáján, a Nap–Jupiter Lagrange-pontok környékén, trójai kisbolygók gyűjtőnéven keringenek Nap körüli pályán. Ezen kívül, az előbbiektől sokkal kisebb számban, mindenféle szórványos irányokon is keringenek a Nap körül kisbolygók, ezek közül a csillagászat a kutatásaiban kitüntetettként kezeli a Föld pályáját keresztező, ezért potenciálisan veszélyes, ún. földsúroló kisbolygókat.

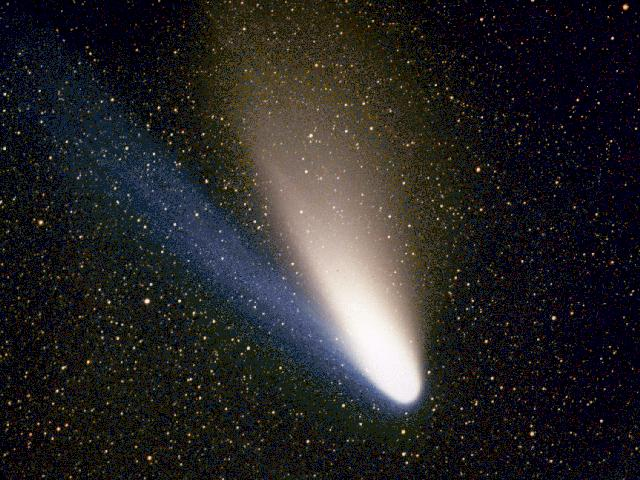
A Hale-Bopp üstökös

A bolygóközi térben található kisebb objektumok közül a sorban az utolsók az üstökösök. Az üstökösök a Naprendszer ősi anyagának megmaradt darabjai, főként porból és jégből álló anyagcsomók (a csillagász szleng „piszkos hógolyóként” is szokta emlegetni őket), amelyek a Naprendszer legkülső peremén, az Oort-felhőben keringenek a Nap körül. Időnként valamilyen kozmikus esemény (egy-egy ütközés, vagy valamelyik nagybolygó gravitációja) egyik-másik üstökösmagot a Naprendszer belseje felé löki, amely ilyenkor elnyújtott ellipszis pályára áll és így kerüli meg a Napot, a pályájának napközelpontja drasztikusan lecsökken és néhány millió kilométerre is megközelíti központi csillagunkat, szélsőséges esetben bele is zuhan. A Naphoz közel kerülve a hő hatására gázok törnek elő az üstökösmagból, némi port is magukkal rántva az űrbe, amelyet a napszél csóvába rendez, amit a megfigyelő látványos, hosszú, elnyúlt sávként lát. Az üstökösök között léteznek rövid periódusú és hosszú periódusú példányok is (a legismertebb hosszú periódusú üstökös a Halley-üstökös).

### Csillagközi tér

Az Orion-köd az egyik leglátványosabb csillagkeletkezési régió

Kilépve a Naprendszer határai közül, túl a heliopauzán, de még a Tejútrendszeren belül található a csillagközi tér, amely a csillagok vagy idegen naprendszerek közötti űrt jelenti. Itt találkozhatunk először az elképzelhetetlen távolságokkal: míg a Naprendszeren belül még akár a kilométer is használható mérőszámként – a heliopauza 120–130 milliárd kilométerre húzódik –, addig a távolságok mérésére itt már a fényévet kell használnunk. A Naphoz legközelebbi csillag, a Proxima Centauri például 4,24 fényévnyire, a galaxis központja pedig 26 000 fényévnyire van tőlünk (előbbit a mai technika szintjén legnagyobb sebességre képes ember alkotta űreszköz 110 000 év alatt lenne képes elérni, utóbbit pedig 660 millió év alatt).
A csillagközi térben a bolygóközi térhez hasonlóan gázt és port, különböző ionokat, szubatomi részecskéket és kozmikus sugárzást találunk környezetként. Az ebben a térrészben található anyag 99%-ban gázmolekulákból és 1% porból, a gáz pedig 90%-ban hidrogénből, 10%-ban héliumból áll, illetve nyomokban nehezebb elemek (csillagászati kifejezéssel fémek) is kimutathatóak. A látható anyag eloszlása nem homogén, gázban és porban sűrűbb és ritkább területek váltakoznak. A sűrűbb térrészek a gázanyag összeroskadásával jönnek létre és csillagszületési régiókat alkotnak. A csillagászat ezeket csillagködnek nevezi. A sűrű anyagból ezekben a ködökben keletkeznek a csillagok.
A csillagközi tér meghatározó objektumai természetesen a csillagok és az ezek életútja során keletkező objektumok. A csillagok a gázfelhők anyagából, a gravitációs összehúzódás hatására keletkezett gázgömbök, amelyek belsejében magfúzió folyik akár több milliárd éves skálán. A csillagok életútja a tömegük nagyságától függően különböző hosszúságú és a fényességük az életút fázisától függően változik. Így léteznek fősorozati csillagok vagy másként átlagos csillagok, törpecsillagok (vörös törpék és barna törpék) és óriás csillagok (vörös óriások).
A csillagok életútjának különböző kimenetei, különböző „termékei” lehetnek. A nagy tömegű csillagok neutroncsillagként, vagy a még érdekesebb fekete lyukként végzik. A csillagászok a neutroncsillagokat általában az ún. planetáris ködök középpontjában találják meg (a planetáris köd a csillag halálakor keletkezik, amikor egy kisebb csillagrobbanásban a csillag ledobja külső gázhéját, amely lassan táguló, fénylő gázgömbként veszi körül a csillag magjának maradványát). Az egészen nagy tömegű csillagok pedig szupernóva robbanással végzik életüket, amelynek végén a csillagból megmaradó anyag a gravitáció hatására egy végtelenül kis méretű gömbbé roskad össze, amelynek felszínén a nehézségi gyorsulás eléri a fénysebességet, így nem bocsát ki többé fényt. Szupernóvarobbanás általában néhány száz évenként történik egy-egy galaxisban, a Tejútrendszerben utolsóként felfedezett szupernóva 1604-ben robbant fel.
A kisebb tömegű csillagok pedig fehér törpeként érik el életük végét, majd a fehér törpe kihűlt csillagtetemként kering tovább a galaxisban.
A csillagok körül a csillagkeletkezés során megmaradt anyagból protoplanetáris korongok keletkeznek, amelyek a későbbi bolygókeletkezés alapjául szolgálnak. A gázt és port tartalmazó korongból a Naprendszerhez hasonlóan kőzet- és gázbolygók keletkezhetnek. A Naprendszeren kívüli bolygókat a csillagászat exobolygónak nevezi, és ezres nagyságrendben fedeztek már fel ilyen bolygókat, illetve csillagrendszereket a kutatók.

### Intergalaktikus tér

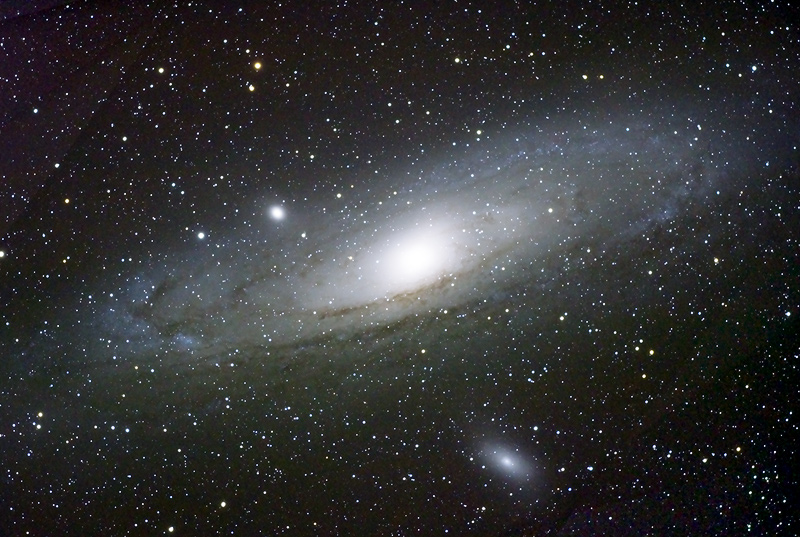
Az Androméda-galaxis a hozzánk legközelebb eső galaxis

Végül a legtágabb kitekintést a Tejútrendszer gravitációs határain túli intergalaktikus tér jelenti. Ez a térrész a galaxisok közötti űrt foglalja magában. Általában, ahogy a világűr többi részét, ezt is gázmolekulák és porszemcsék töltik be, ám ez áll a legközelebb a tökéletes vákuumhoz, itt a legritkább az anyag sűrűsége. Az Univerzum átlagsűrűségére a jelenleg elfogadott teóriák szerint 1 atom adódik köbcentiméterenként (amelybe a köbcentiméterenként is kifejezhetetlen mennyiségű atomból álló csillagok, bolygók stb. is beleszámítanak), tehát az űrobjektumoktól mentes „semmi” rendkívül ritka.
Az intergalaktikus teret is kitölti a kozmikus háttérsugárzás, amely az ősrobbanásból maradt vissza, és a várakozásokkal ellentétben nem teljesen homogén. Emiatt a jelenség miatt a világűr egyetlen zugában sincs abszolút zéró hőmérséklet.
A tér legtágabb kitekintésében a galaxisok, az esetenként több százmilliárd csillagból, csillagrendszerből, és csillagközi porból, gázból és sötét anyagból álló képződmények jelentik a „jellemző” objektumtípust. A galaxisok hatalmas csoportokba, galaxishalmazokba, sőt szuperhalmazokba csoportosulnak, és még ezek a galaxisokból álló csoportosulások is egy még nagyobb rendszerbe állnak össze, ha univerzum-méretekben szemléljük. Ez a rendszer filamentekbe és falakba rendeződik. A galaxisok is többféle típusba sorolhatók: a legáltalánosabb típus az elliptikus galaxis, és nagy számban léteznek a mi Tejútrendszerünkhöz hasonló spirálgalaxisok, valamint lentikuláris galaxisok, kis méretű törpegalaxisok, míg a felsorolást a szabálytalan (irreguláris) galaxisok zárják.
Az intergalaktikus tér is nagyon mozgalmasnak számít: galaxisok ütköznek benne, a gravitációs erők csillagokat löknek ki a galaxisok közötti űrbe.
A galaxisok mellett azok kísérői, a gömbhalmazok számítanak még számottevő objektumnak az intergalaktikus térben. Ezek a képződmények százezernyi idős csillagból álló, általában gömbformába rendeződött rendszerként keringenek a galaxisok körül, legtöbbször azonban halo-szerűen, azaz nem a gazdagalaxis saját tengelye körüli forgásának síkjában.
A galaxisok színképének megfigyelésével jutott Edwin Hubble csillagász a kozmológia legfontosabb felfedezésére, miszerint a Világegyetem folyamatosan tágul. A tágulás mértékét az asztrofizika a Hubble-állandóval fejezi ki. A ma érvényes kozmológiai teóriák szerint a tágulás állandó, sosem áll meg, amelynek következményeként az időben előre haladva a galaxisok olyan messzire távolodnak egymástól, hogy a távoli jövőben egy földi megfigyelő nem fog látni galaxisokat az éjszakai égbolton, legfeljebb a Tejútrendszer kísérőit, a Magellán-felhőket.

## A világűr felfedezése

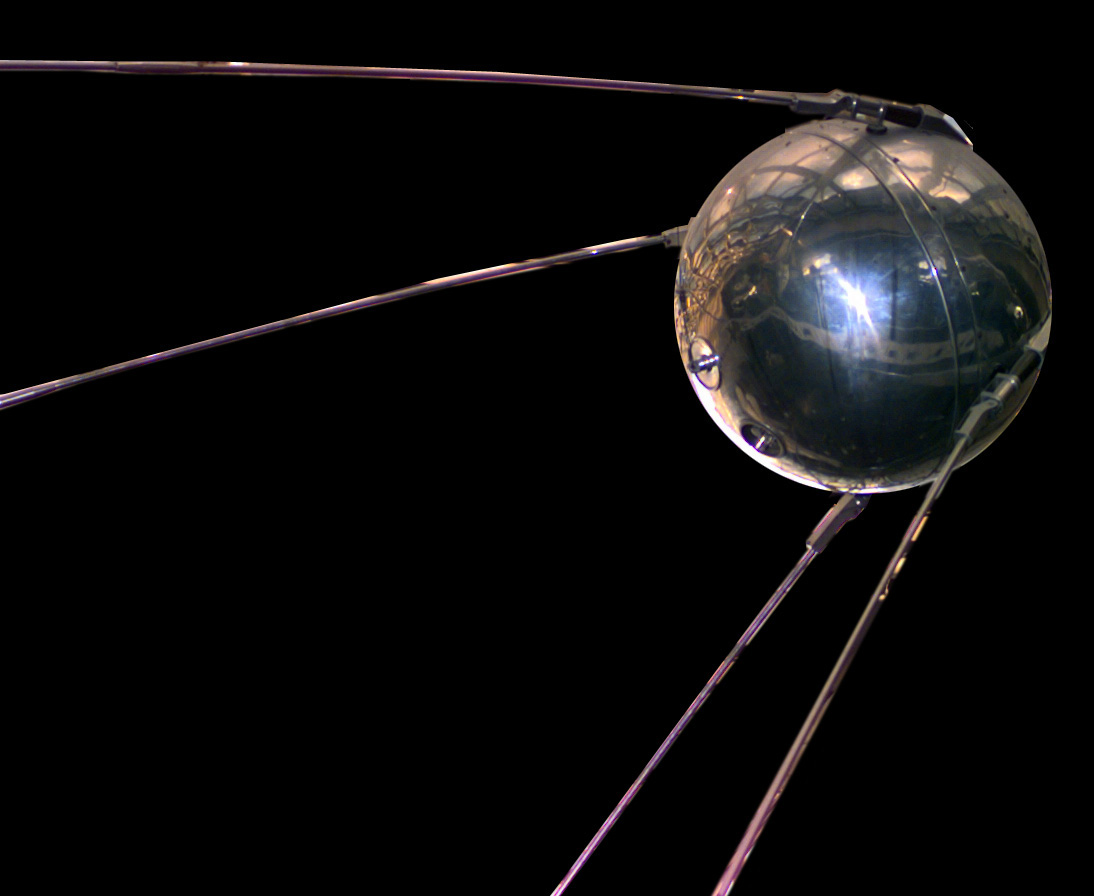
Az első sikeres űreszköz, a Szputnyik–1

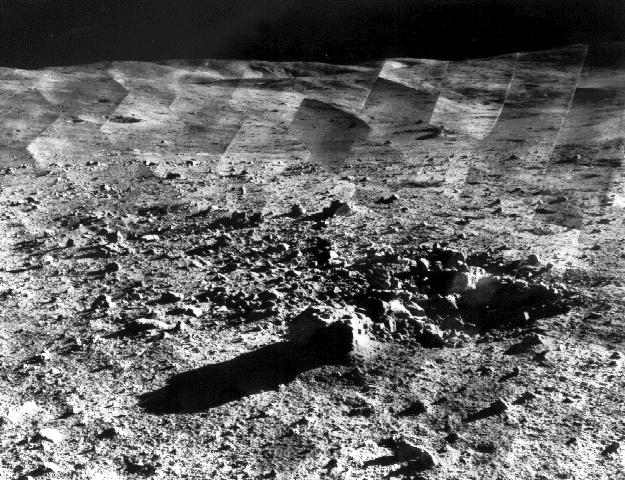
A Surveyor–7 leszállóhelye a Tycho-kráternél

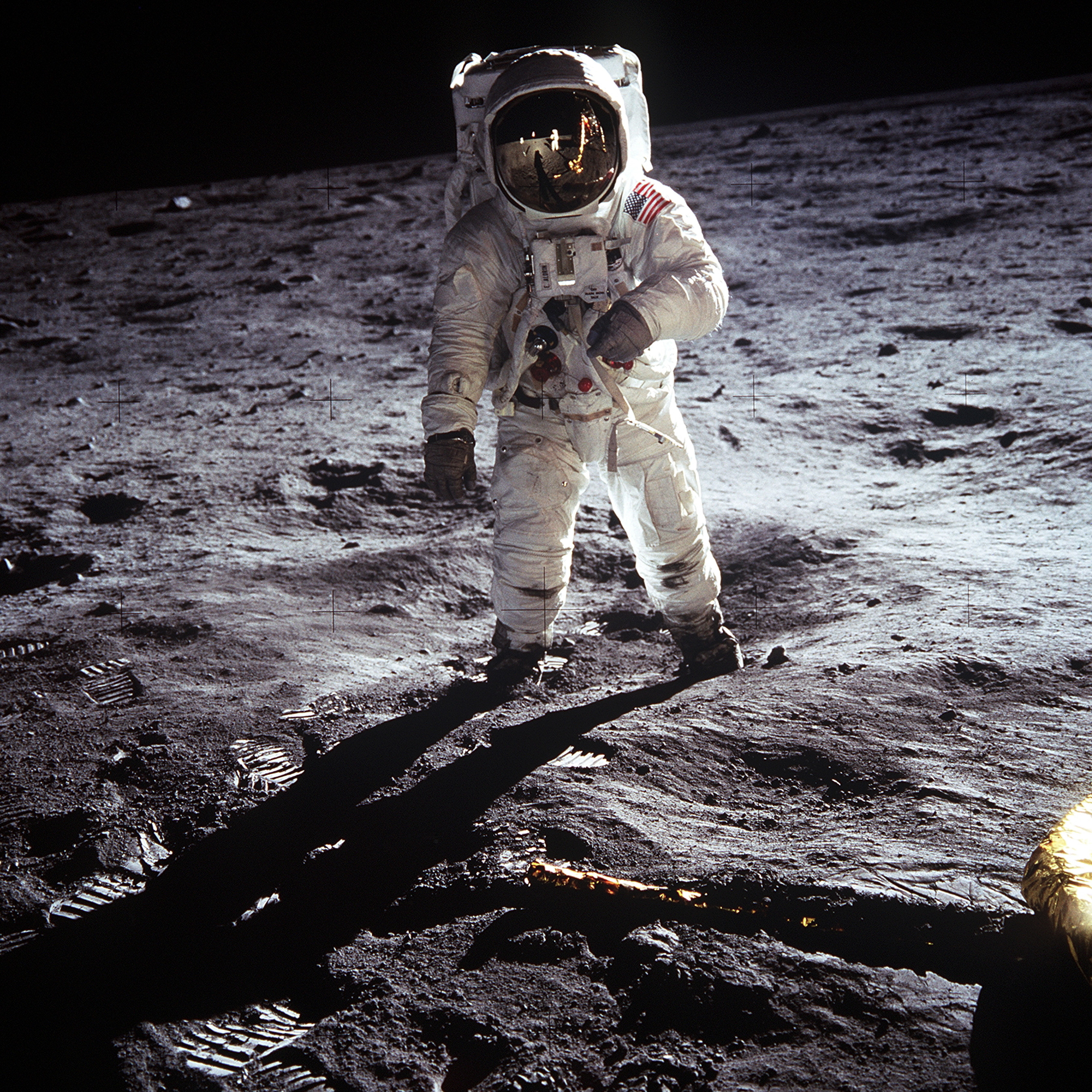
Ember a Holdon (Buzz Aldrin, 1969. július 20. Apollo–11 küldetés)

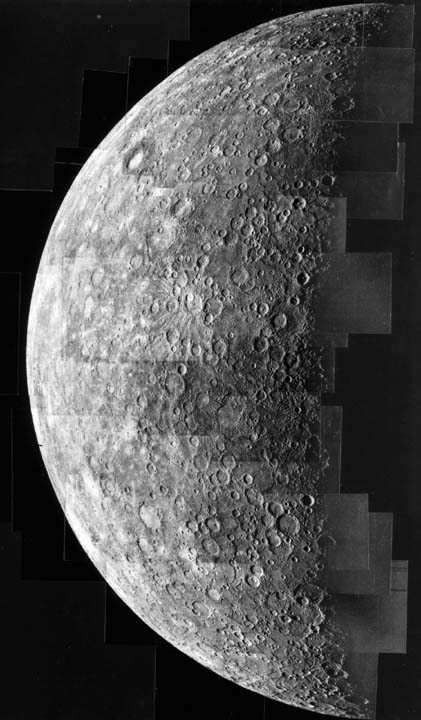
A Merkúrról készített mozaikkép a Mariner–10 repülésről

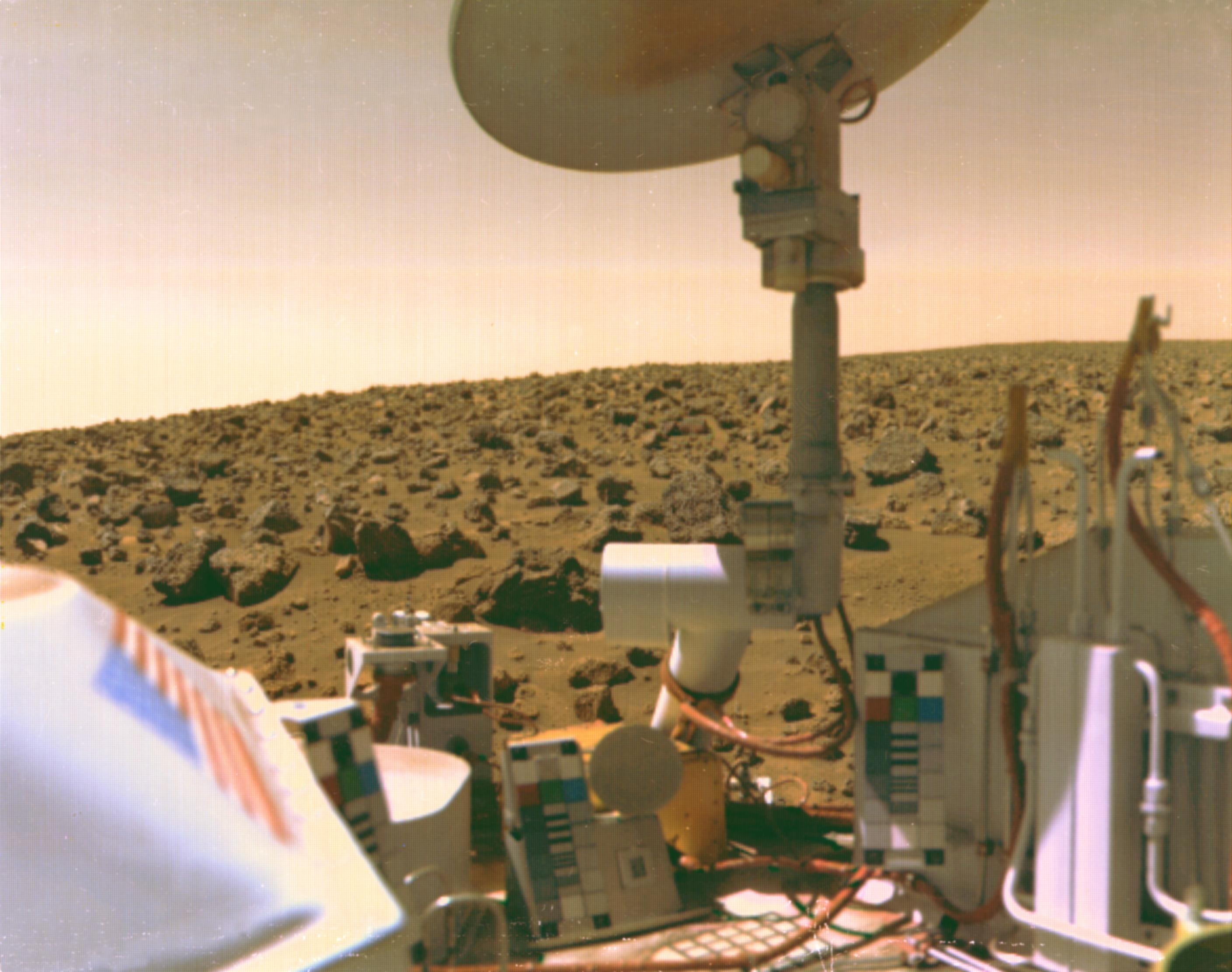
A marsfelszín a Viking–2 fényképén

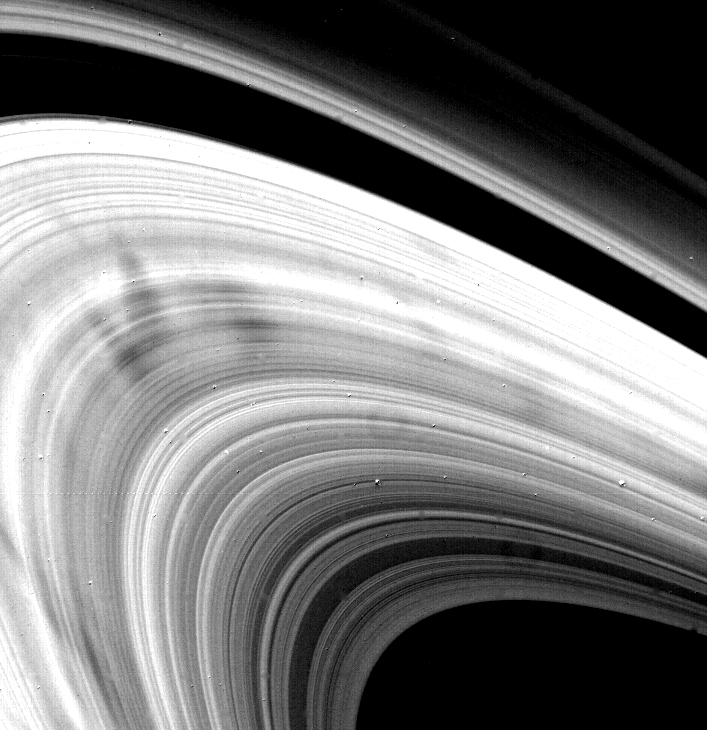
A Szaturnusz gyűrűrendszere a titokzatos küllőkkel a Voyager–2 felvételén

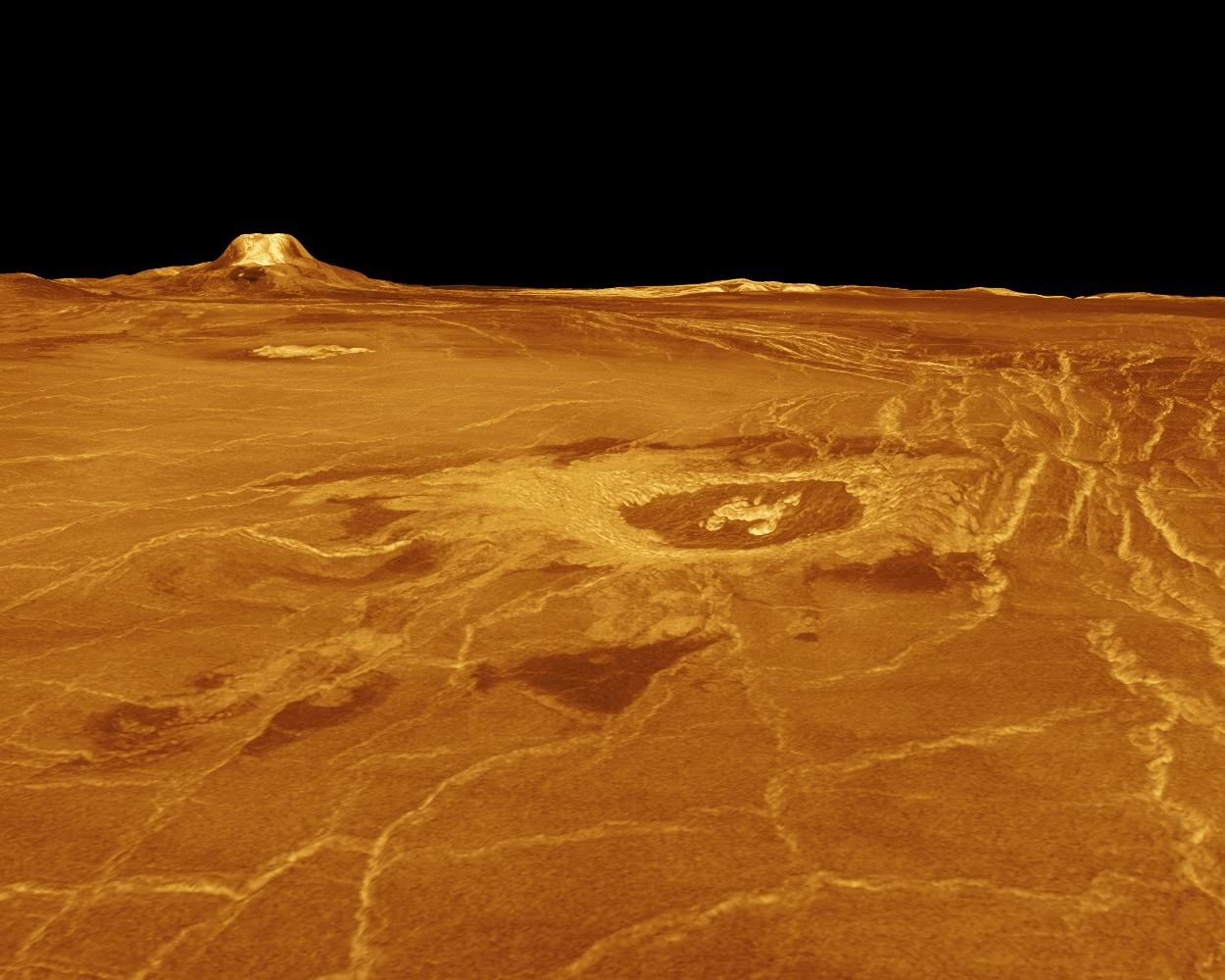
A Vénusz felszíne a Magellan radarképéből készített képen

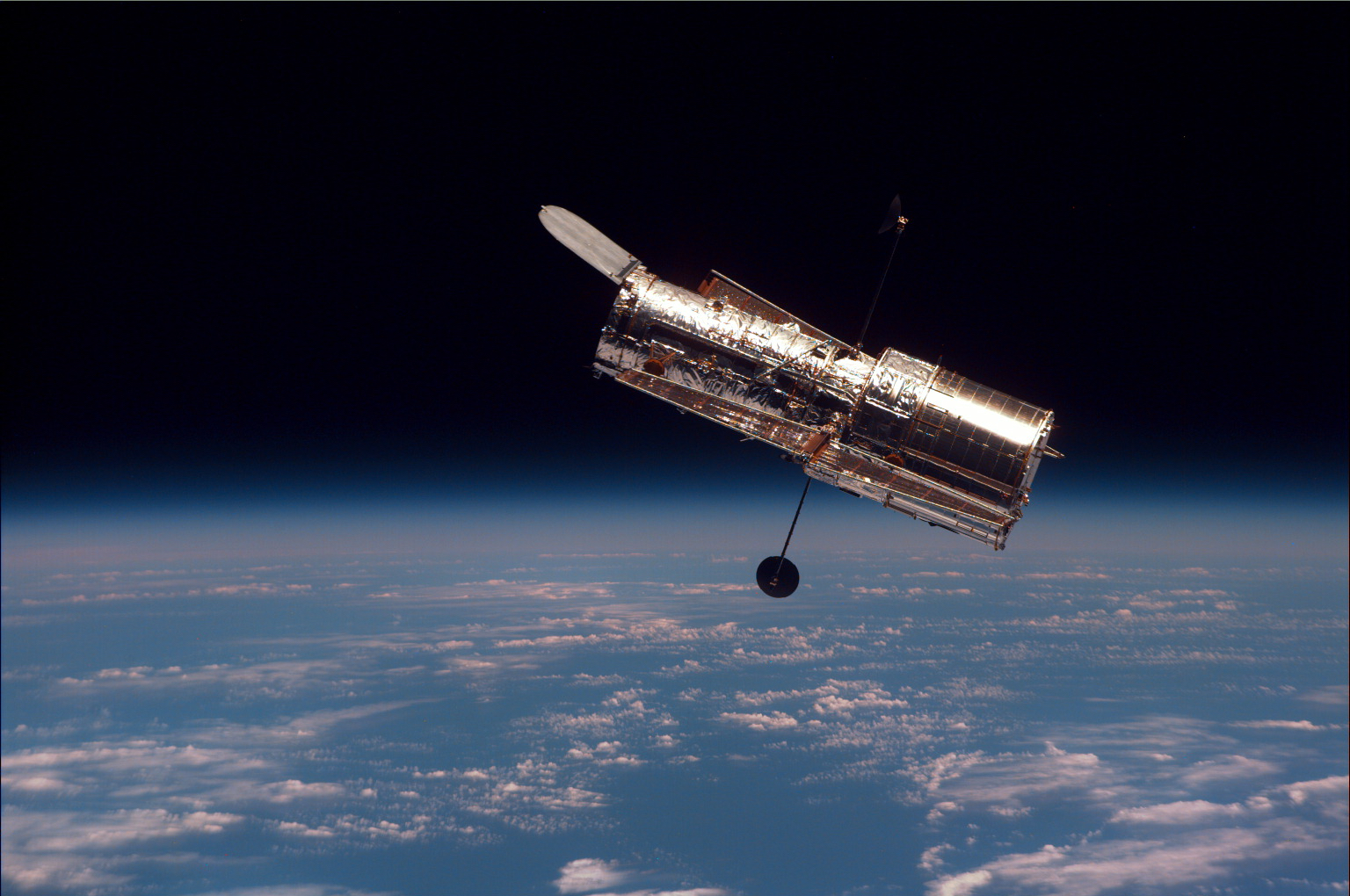
A Hubble űrtávcső a pályára állítása után

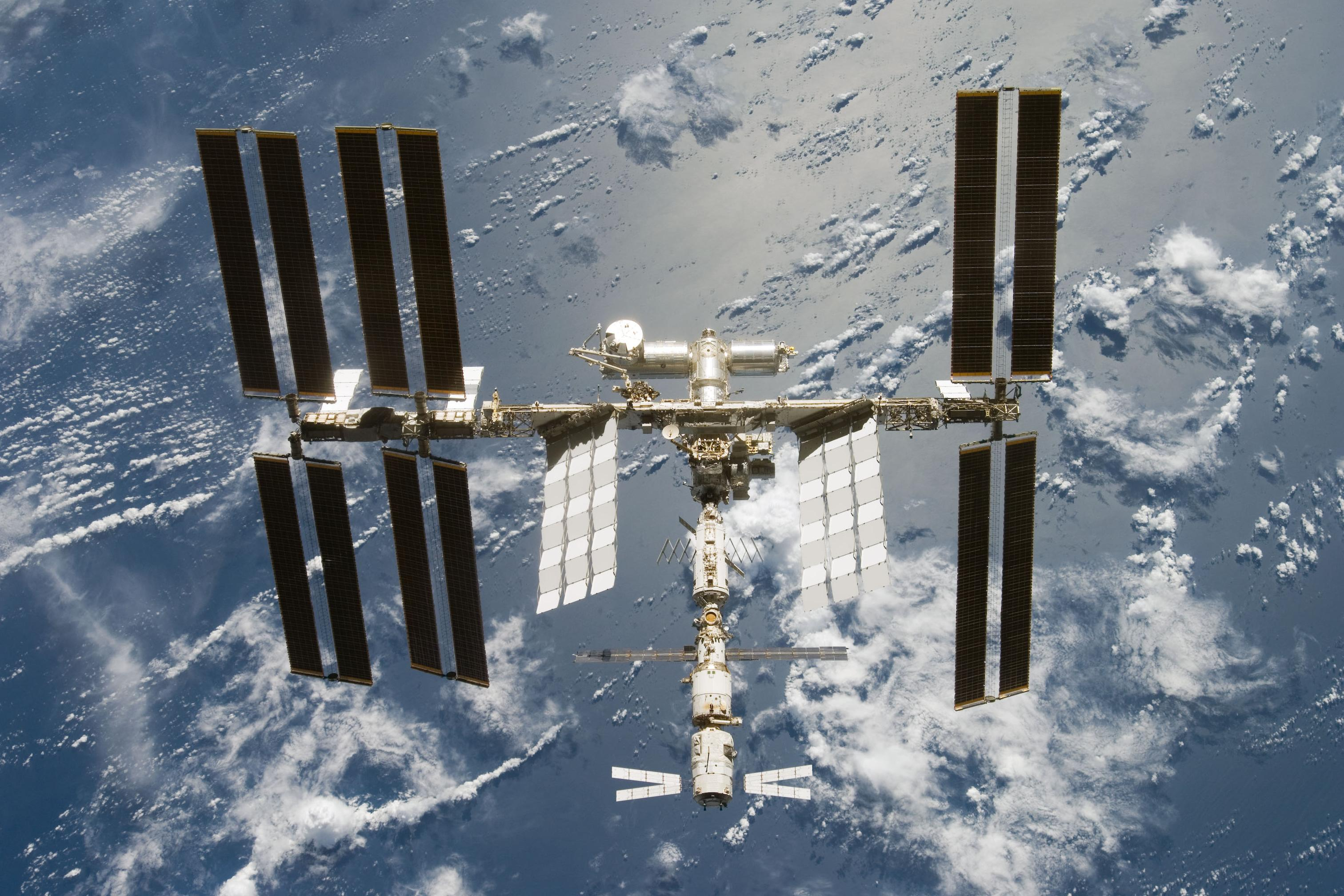
A Nemzetközi Űrállomás a 2008 júniusi kiépítettségében

A világűr felfedezése az oda való eljutással, a közvetlen mérések lehetőségének megteremtésével kezdődött. Az alkalmazott eszközök alapján a felfedezések két jól elkülönülő irányba ágaztak szét: az emberek feljuttatásával dolgozó űrrepülésekre és az űrszondák küldetéseire. Ezen repülések célja az űrbeli környezet és az emberi szervezetnek az idegen közegben való működésének minél részletesebb megismerése. A felfedezések zöme természetesen a Föld körüli térségből származik, mivel az űreszközök túlnyomó többsége Föld körüli pályán kering és dolgozik. Néhány bolygószonda (vagy az újabban indított üstökös és aszteroidaszondák) révén már a bolygóközi térből is vannak közvetlen megfigyelési adataink. Sikerrel juttattunk fel már olyan eszközöket is, amelyek ugyan a Föld körüli pályáról tekintenek kifelé (például a közülük legismertebb Hubble űrtávcső), a csillagközi, sőt az intergalaktikus térről is szállítják a megfigyeléseket, vagy mint a Voyager–1 elérik a határt, amelyen túllépve közvetlenül tehetnek megfigyeléseket.

### A képesség megszerzése
A felfedezések kezdete a technológiai alapok megteremtéséhez köthető. A világűr felfedezése közvetlenül 1957. október 4-én, a Szputnyik–1 felbocsátásával és a rajta felküldött első műszerek méréseivel kezdődött. Ezt követően ugrásszerű fejlődés következett, rövid időn belül tucatnyi űrszonda indult az űrbe, méréseket végezve (sugárzási, hőmérséklet, nyomás és egyéb adatok felderítésére), új űralkalmazások lehetőségei után kutatva (pl. távközlési, meteorológiai megfigyelési technikák alapjainak megteremtésére) és a felfedezések térbeli kiterjesztésére (a Hold és a bolygók elérésére). Alig egy év múltán sikerült elérni a Holdat, három éven belül pedig kommunikációs, időjárás-megfigyelő és kémműhold is pályára állt a Föld körül, kipróbálták az egyenlítői, az átmeneti és a poláris pályát is, valamint sikerült épségben vissza is hozni a földfelszínre a korábban indított űreszközt.
A képességek megszerzésének következő jelentős lépcsőfoka az ember feljuttatása volt. Ehhez állatkísérleteken keresztül jutottak el kutatók. Kutyák, majmok repültek az embernek szánt űrhajók távirányított változataival. A sikereket követően következett az első ember, Jurij Gagarin 1961. április 12-ei startja, és ezzel vált szét két irányzatra a világűr felfedezése. A képesség megszerzése után a világűrbeli kutatás célja a kozmikus közel- és távolkörzet, az ott zajló folyamatok megismerése, megfigyelések, mérések végzése lett, amelynek nyomán kiaknázható erőforrásokra, illetve egyszer új lakóhely(ek)re lelhet az emberiség a jövőben. A tevékenység „melléktermékeként” pedig új technológiák és anyagok születnek, amelyek már napjainkban, azonnal szolgálják az emberiség technikai fejlődését.

### Bolygókutatás

#### A belső Naprendszer felderítése
A bolygók elérése
Az űreszközök számára a Föld körüli keringés és az onnan történő megfigyelések után következő logikus lépés a távolabbi égitestek, a Hold és a bolygók, később a kisbolygók elérése volt. Először ennél a feladatnál is a képesség megszerzése volt a fő cél, így az első bolygószondák feladata a célégitest melletti elrepülés – és a közelség rövid periódusa alatt a felszín fényképezése volt. Az első kutatási célpont természetesen a legközelebbi égitest, a Hold volt, amelyet 1959. január 2-án sikerült elérni, majd ezután becsapódó szondák sorának vizsgálatai következtek – a becsapódó pályák utolsó óráit főként fényképezésre felhasználva. A becsapódó szondákat a leszálló, illetve a Hold körül pályára álló eszközök követték. 1966. február 3-án sikerült először sima leszállást bemutatni a szomszéd égitesten: a szovjet Luna–9 ért talajt az Oceanus Procellarumon. Nem sokkal később az első sikeres pályára állás is megtörtént, 1966. március 31-én a Luna–10 révén. Ezt követően a szovjet Luna-program, valamint az amerikai Surveyor- és Lunar Orbiter-program sorozatos repüléseivel derítették fel a Holdat. A fő cél mindhárom programnál egy űrhajósokkal történő leszállás előkészítése volt, ennek megfelelően elsősorban fotófelderítés történt (a keringő egységek globális holdtérképet készítettek, a leszállóegységek pedig panorámaképeket küldtek a leszállóhelyekről), valamint a leszállóegységek ásásokkal talajmechanikai vizsgálatokat végeztek annak megállapítására, hogy egy nehezebb űrhajót képes-e megtartani a holdpor.
Időrendben a Hold elérése után, de még a felszíni leszállás, vagy pályára állás előtt lezajlottak a bolygók elérésére szolgáló kísérletsorozatok is mindkét nagyhatalom részéről, először a bolygók esetében is az égitest(ek) melletti elrepülésekkel. Az amerikai Mariner–2 1962. december 14-én érte el a Vénuszt, majd egy testvérszonda, a Mariner–4 1964. november 28-án a Mars mellett repült el sikerrel. A legnehezebb a Merkúr elérése volt, ez először 1974. március 29-én valósult meg, a Mariner–10 első gravitációs hintamanővere során.
Leszállások, felszíni felderítések
Később a bolygók körüli pályára állás és a felszínre történő leszállás lett a cél, amellyel megindultak a részletes vizsgálatok, a Naprendszer beható megismerése. Az első „meghódított” bolygó a Vénusz lett, ezzel 1970. december 17-én a Venyera–7 lett az első sikeres leszállóegység egy másik bolygón. A szonda több sikertelen elődje után szállt le a Vénusz felszínén és rövid, mindössze 23 perces működése alatt óriási hőmérsékletről és extrém magas nyomásról küldött adatokat. A második részletesen vizsgált bolygó a külső szomszédunk volt. A Marsra először a Marsz–3 szállt le, ám a szovjet szonda mindössze 20 másodpercig működött az 1972. december 2-ai leszállásakor. A Mars igazi felfedezésére 1976 nyaráig kellett várni, amikor a Viking-program két ikerszondája leszállt a felszínre, hogy az élet nyomait keresse. A talaj kémiai összetételét vizsgáló űrszondapáros eredményei sem cáfolni, sem megerősíteni nem tudták az élet létezéséről szóló feltételezéseket. A Vikingek nemcsak leszálló szondák voltak, hanem keringő egységekkel is rendelkeztek, amelyek globális fényképező küldetést végeztek (amellett, hogy rádió átjátszó állomásként szolgáltak a leszállóegységek számára).
Húsz év kihagyás után, a ’90-es évek közepétől sorozatban érkeztek a marsszondák a vörös bolygóhoz, köztük keringő és leszállóegységek egyaránt. Új alapelven működő leszállórendszert fejlesztettek ki, marsjárókat a felszínre juttató leszállóegységeknek, és a mozgékony szondákkal – a Bejczy Antal által tervezett autonóm irányítórendszereknek is köszönhetően – nagyságrendekkel hatékonyabb kutatási programokat folytattak. A marsjárós küldetések közül legsikeresebb a 2004-ben leszállt Spirit és Opportunity szondapáros volt, amelyek bebizonyították a víz jelenlétét a bolygón. A felfedezést később a Phoenix szonda megerősítette, ami nem csak a múltban létezett víz nyomait, hanem néhány jégdarab képében a jelenleg is meglevő víz jelenlétét mutatta ki. A vörös bolygót nem csak a felszínen kutató szondák vizsgálták, hanem Mars körüli pályáról számos keringő szonda is. Fényképezéssel, magasságméréssel a globális domborzatot mérték fel (a Vikingekhez képest forradalmian korszerűbb, 20 évvel „frissebb” technikával felvértezve), spektrométereikkel a marsi kőzetek összetételét vizsgálták és a magasból is megerősítették – néhány vízfolyásnyom alapján – a víz jelenlétét. Külön kutatási terület a marsi légkör és a marsi időjárás vizsgálata, ahogy a sarki jégsapkák is külön kutatási területnek számítanak. Utóbbiakról az ESA Mars Express szondája állapította meg a különböző összetételüket: a déli jégsapka főként vízjégből, az északi pedig széndioxidjégből épül fel. A modern Mars-kutatások gerincét az Egyesült Államok végezte összesen négy sikeres leszálló és három keringő szondával, amelyet egy európai szonda egészített ki.
A másik részletesebben kutatott kőzetbolygó a Vénusz volt, amelynek kutatása szintén két hullámban zajlott. Először a szovjet kutatók ambicionálták a bolygó elérését és felderítését, de váratlanul komoly nehézségekbe ütköztek. A Venyera-program első hat szondája elveszett, ugyanis váratlanul szélsőséges körülményekre leltek. A Venyera–7 lett az első sikeres próbálkozás, és a sorozat a Venyera–14-ig tartalmazott leszállóegységeket, amelyek közül a leghosszabban működő egység is csak 127 percig küldött adatokat, a többi egy óráig sem működött. A szondák hihetetlenül magas hőmérséklet és nyomás értékeket – közel 500 °C-ot és a földi légnyomás több mint 90-szeresét – mértek és képeiken félhomályt rögzítettek, amelyben a maximum 1 kilométeres láthatóság volt jellemző. A szovjetek a leszállóegységek után áttértek a keringő egységek alkalmazására, a két utolsó Venyerával, a 16-tal és 17-tel radartérképezést végeztek. 1989-ben a NASA is megjelent a Vénusz felfedezőinek sorában, az űrrepülőgéppel indított Magellán vénuszszondával. A Magellán feladata a két utolsó Venyerához hasonlóan radartérképezés volt. Az amerikai szonda rendkívüli sikerére jellemző a 98%-os lefedettségű háromdimenziós domborzati modell és a 95%-os gravitációs mező modellje.
A Merkúrra a mai napig nem sikerült leszállni vagy pályára állni körülötte, ám már úton van a NASA MESSENGER szondája, amely a tervek szerint 2011-ben ezt a „hiányt” is megszünteti, amikor pályára áll körülötte, hogy egy évig tartó kutatóprogramját elvégezze. Az odaúton végzett hintamanőverek során már így is újabb ismereteket szerzett a szonda a legbelső bolygóról, 2009. szeptember 29-ei közelrepülésekor például egy óriási becsapódási medencéről küldött fotókat.
Emberek a fedélzeten
Emberekkel végzett bolygókutatási program eddig egyetlenegy zajlott, igaz, az az egész űrkutatás-történelem legjelentősebb projektje, az Apollo-program volt, az ember Holdra lépésének megvalósítása. A politikai indíttatásból kezdődő program során hosszas előkészületek – több próbarepülés – után 1969. július 20-án két űrhajós, Neil Armstrong és Buzz Aldrin szállt le, majd tett rajta holdsétát talajminták beszerzésére, fényképfelvételek készítésére és műszerek felállítására. Később, további két és fél év alatt még öt expedíció jutott el a holdfelszínre, egyre hosszabb időket töltve kutatással, egyre nagyobb távolságokat megtéve a felszínen és egyre több kőzetmintát nyerve. A fennhagyott műszerek évekig tartó mérései és a minták alapján a Naprendszer belső vidékeiről alkotott kissé hiányos kép előbb alapjaiban változott meg, majd teljessé lett. Ennek alapján ma már fizikailag is igazolható a Naprendszer kora és fejlődéstörténete.

#### A külső Naprendszer kutatása
Grand Tour
A NASA-nál az 1970-es évek elején a bolygók keringését tanulmányozva szakemberek rájöttek, hogy a külső óriásbolygók ritka együttállása előtt állnak a kutatók: ha körültekintően számítják ki a pályát, akkor egyetlen szondával végiglátogatható lehet az összes gázóriás. A repülés a „Grand Tour” nevet kapta. A küldetés előtt két megválaszolatlan kérdés állt:
- vajon sérülés nélkül átjuthat-e egy űreszköz az aszteroida-övön?
- a gyakorlatban működik-e a hintamanőver?

Az előbbi kérdés megválaszolására a Pioneer–10 és Pioneer–11 szondapárost küldték, mintegy előőrsként. Úgy tervezték, hogy ha a két szonda baj nélkül átjut a Mars és a Jupiter közötti kisbolygóövön, akkor indítható az „igazi” űrszonda. A két Pioneer probléma nélkül eljutott a Jupiterhez, ahol azonban érdekes meglepetés várta őket: a bolygó vártnál erősebb sugárzási övezete. Ezen mérések még éppen idejében érkeztek, hogy az építés alatt álló Voyager szondák sugárvédelmét megerősítsék. A hintamanőver működőképességét pedig az 1973-ban indított Mariner–10 merkúrszonda Vénusz melletti elrepülésével kívánta igazolni a NASA. 1974. február 5-én erre is sor került, az űreszköz, kihasználva a Vénusz gravitációját, pontosan a Merkúr felé lendült.
A két sikeres „előtanulmány” után indulhatott a Voyager-program. Az űrkutatás történetének egyik csúcsaként számontartott Voyager küldetés párosra az 1970-es évek végén került sor, és a célja a külső nagybolygók elérése volt – igaz elsőre csak mellettük való elrepüléssel. Először a Voyager–2 startolt 1977. augusztus 20-án, majd nem sokkal később, 1977. szeptember 5-én a Voyager–1 is elindult, hogy az első állomáshoz, a Jupiterhez már előbb érjen el. A Voyager-1 előbb sikeresen elrepült a Jupiter, majd a tökéletes hintamanőver után a Szaturnusz mellett. Itt aztán a fő cél a gyűrűrendszer vizsgálata volt, le is mondtak a tervezők a további gázbolygók eléréséről, így a gyűrűk melletti elrepülés után a gravitációs hinta kilendítette a szondát a Naprendszer fő síkjából, és a Voyager elindult kifelé csillagrendszerünkből, így ma a legmesszebbre jutott ember alkotta űreszközként tartjuk számon. A Voyager-2 kicsit később, 1979. július 9-én érte el a Jupitert, majd 1981. augusztus 25-én a Szaturnuszt. A második hintamanőver is jól sikerült, a szonda irányt vett az Uránusz felé, amelyet 1986. január 24-én ért el. A siker továbbra is kitartott a program mellett és 1989. augusztus 24-én az utolsó gázóriást, a Neptunuszt is „begyűjtötte”. Végül a Neptunusz után ez a szonda is kifelé folytatta útját a Naprendszerből. A két Voyager tekintélyes felfedezés-listát tudhat magáénak: felfedezték a Jupiter, az Uránusz és a Neptunusz gyűrűit, tucatnyi holdat találtak, valamint először juttatták részletes képekhez a kutatókat a két legkülső bolygóról. A meghosszabbított küldetés során kijutnak majd a Naprendszerből, és mindkettő az emberiség üzenetét is magával viszi a csillagközi térbe.
A gázóriások körül
A Voyagerek sikere után és a Naprendszerre legnagyobb hatást gyakorló bolygók részletesebb megismerésére a két legnagyobb planétához célzott, csak az adott célpontot és holdrendszerét felmérő, orbitális pályára állított szondákat küldött a NASA. Elsőként a Jupiter és holdrendszerének felderítését vették célba az amerikaiak. 1989. október 18-án az Atlantis űrrepülőgép fedélzetéről startolt a Galileo űrszonda, hogy sorozatos hintamanővereket követően, az óriásbolygó körüli pályára álljon (az odaúton két kisbolygó, a Gaspra és az Ida mellett is elrepült, utóbbi mellett felfedezett egy, az aszteroida mellett keringő aszteroida-holdat – az első ilyen típusú égitestet –, a Dactylt). A szonda két részből állt: egy keringő és egy leszállóegységből. A leszállóegység a pályára állás előtt levált az anyaszondáról és ejtőernyőn alámerült a bolygó légkörébe. 58 percnyi és 150 km ereszkedés alatt sok használható adatot gyűjtött és továbbított a légkörről. Az egység az alsóbb rétegekbe érve elolvadt és elpárolgott. A Galileo keringő egység a sikeres pályára állást követően közel nyolc évig működött és küldött adatokat. A Jupiterről nagyságrenddel növelte a tudásunkat: ammóniát fedezett fel a felhőkben, megerősítette az Io hold vulkáni aktivitásáról küldött Voyager felfedezést, kimutatta az Europa hold felszíne alatt rejlő víz óceánt és még számos kevésbé szenzációs eredményt ért el.
A NASA – és az ESA – következő gázbolygó-szondája a Cassini–Huygens küldetés volt a Szaturnusz rendszerének kutatására. A program nem sokkal a Galileo sikerei után indult be és hét évi repülés után ígért eredményeket. A szonda kettős küldetés volt: a NASA építette a keringésre szánt anyaszondát, az ESA pedig egy kisebb leszállóegységet, a Huygenst, amelyet nem a bolygóra akartak eljuttatni, hanem a legnagyobb hold, a Titán felszínére szántak. A startra 1997. október 15-én került sor Cape Canaveralen. Ezúttal is hármas hintamanővert alkalmaztak (Vénusz–Föld–Jupiter) és a Cassini 2004. július 1-jén sikerrel pályára is állt a Szaturnusz körül. Fél évvel később, 2004. december 25-én a Huygens levált az anyaszondáról, ahová 2005. január 14-én szállt le. A Cassini küldetése 2017. szeptember 15-én lezárult, (2017. áprilisában kifogyott belőle a pályamódosításokhoz használt üzemanyag, és Titán gravitációját felhasználva a Szaturnusz légkörébe irányították, ahol elégett) számos felfedezést köszönhetünk a szondának. Közeli képek készültek a Szaturnusz kisebb holdjairól (Iapetus, Enceladus, Phoebe), betekintést nyerve – főként jégből álló – belső felépítésükbe, megerősítette a szonda a gyűrűrendszer „küllőinek” Voyager általi felfedezését, magán a gyűrűrendszeren is beható vizsgálatot végezve közben, és a fényképek felfedték a Titán régóta feltételezett metántavait.

### Egyéb kutatások
A világűr űrszondás felfedezésének egy speciális – a közelmúltban kiteljesedett – területe a Föld körüli pályáról végzett „távérzékelés”, különböző űreszközökkel a Tejútrendszer, vagy az univerzum más távoli tájainak megfigyelése. Ennek a területnek a legismertebb eszközei a NASA Nagy obszervatóriumok programjának egységei, köztük a Hubble űrtávcső. Az amerikai űrügynökség az elektromágneses spektrum széles tartományainak vizsgálatára négy szondát juttatott fel 1990 és 2003 között. A Hubble űrtávcső a látható fény és a közeli infravörös, a Compton űrtávcső a gamma és a távoli röntgen, a Chandra űrtávcső a röntgen és a Spitzer űrtávcső az infravörös tartományban végez – illetve végzett – megfigyeléseket. A felfedezéseikből a kozmológia profitált a legtöbbet, az előző másfél évtizedben a kozmosz keletkezésének és fejlődéstörténetének kutatói több tudományos áttörést érhettek el a négy szonda eredményeivel.
Az űrhajósokkal végzett programok közül kiemelkednek a főként élettani megfigyelésekre létrehozott űrállomások – a Mir, vagy a Nemzetközi Űrállomás (ISS). Az emberekkel végzett űrkutatás a Hold elérése nyomán követően a Föld körüli pályán végzett kísérletek felé fordult, és a két vezető űrhatalom űrállomás építésbe fogott. A Szovjetunió a Szaljut-programot, az USA a Skylab-programot indította útjára, hogy hosszú időtartamú repülésekkel elsősorban élettani adatokra tegyen szert a súlytalanságnak hosszú időre kitett emberi szervezet reakcióit illetően. Később a NASA az űrrepülőgép fejlesztése miatt kiszállt az űrállomás építésből, a szovjetek viszont létrehozták a második generációs Mir űrállomást. Az űrrepülőgép önálló műveletekre is képes, és ennek révén sokáig önálló repüléseket is végeztek vele, azonban hamarosan összekapcsolódott a két program, a Space Shuttle az orosz űrállomásra szállított amerikai űrhajósokat. A cél ezúttal is ugyanaz volt: tapasztalatok gyűjtése az űrbeli lét hosszútávú hatásairól. Végül nemzetközi összefogással elindult a legnagyobb űrállomás program, az ISS építése. Az így szerzett tapasztalatok az űrkutatás következő lépcsőjét jelentő marsrepüléshez, vagy állandó holdbázis létrehozásához kellenek majd. Az élettani kísérleteken kívül természetesen más is zajlik az űrállomásokon, ipari kísérletek, növény- és állatkísérletek, földmegfigyelés, vagy akár katonai tevékenység is, a fő profil mégis az űrprogramok továbblépéséhez szükséges alapok lefektetése.

### SETI
A világűr megfigyelésének talán a lehető legspeciálisabb területe a földön kívüli intelligencia kutatása. Az angol „Search for Extra- Terrestial Intelligence” kifejezésből származó SETI betűszó egy új, több tudományos területet integráló kutatási terület, a csillagászat, az asztrobiológia, az informatika és a filozófia határtudománya. A modern kori kutatók az univerzum nagysága, a benne levő óriási számú égitest és a sokszínű, mégis sok azonosságot, párhuzamot mutató fizikai, kémiai folyamatok alapján azt feltételezik, hogy a földi élet nem egyedi, hanem másutt is kialakulhatott hozzá hasonló. A más csillagok bolygóin – esetleg óriásbolygók holdjain – kialakult intelligens létformák a technika mai szintjén közvetlenül természetesen nem fedezhetők fel, ezért az új tudományág azok jeleit keresi, elsősorban távközlési módszerekkel, a másik civilizáció rádió-, radar- esetleg televíziós jeleinek detektálásával (az emberiség is ilyen jeleket sugárzott először az űrbe, így ha egy másik civilizáció is keresi az élet jeleit, ilyen jeleket fog először észlelni a Föld lakóival kapcsolatban). A keresés eddig nem hozott eredményt – leszámítva az egyszeri alkalommal fogott „Hűha! jelet”, melyet nem sikerült idegen üzenetként igazolni –, igaz az aktív észlelési időszak még rendkívül rövid ideje tart.

## A világűr gyakorlati felhasználása

### Európai űrprogramok
Az Európai Unió két kiemelt űrprogramja a Galileo navigációs rendszer és a Copernicus (globális környezetvédelmi és biztonsági megfigyelési rendszer).

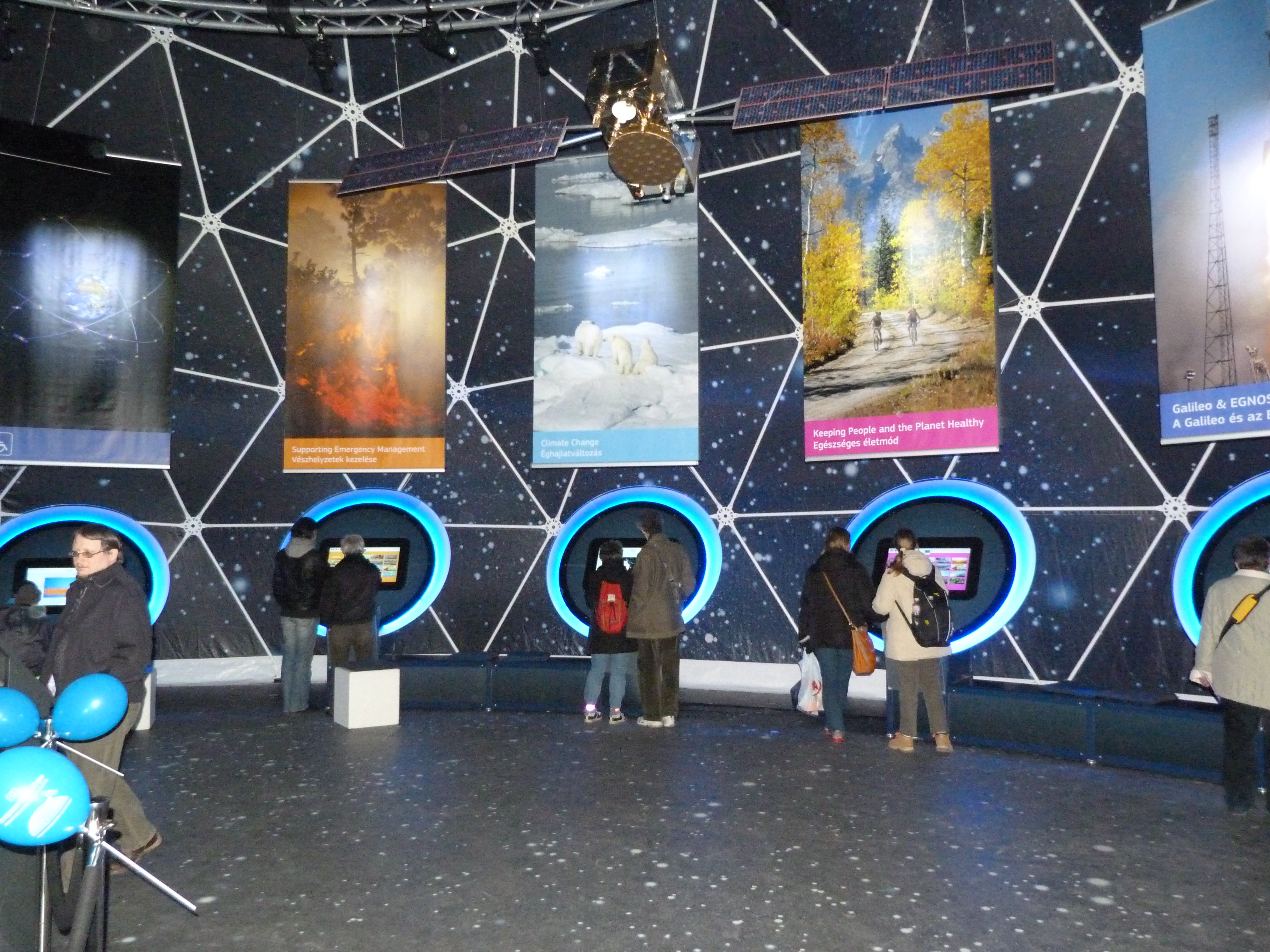
Európai űrkiállítás – Budapest, 2013

### Földmegfigyelések
A legkorábban kialakult űrkutatási irányzat a Föld megfigyelése volt, igaz, ez nem a világűr felfedezésére irányul, csupán felhasználja annak lehetőségét, hogy a világűr más perspektívát jelent a megfigyelésekre. A legáltalánosabban elterjedt földmegfigyelési technika a meteorológiai műholdak alkalmazása volt, amellyel a légkör folyamatos megfigyelésével az időjárás változását követhetjük nyomon és jelezhetjük előre. Egy másfajta technikát jelent a térképező műholdak alkalmazása, amelyekkel (elsősorban nagy felbontású fényképezéssel) a felszín és annak változásai jeleníthető meg és alkalmazható a mindennapokban mind frissebb és frissebb térképekként. A legújabb földmegfigyelési irányzat a környezeti változások műholdas felderítése. Ennek keretében a Föld vegetációjának változásait figyelik (speciális esetben mezőgazdasági terménybecsléseket végeznek), a tengerek állapotát, színét, a jégmezők állapotának változásait, a légkör változásait (pl. az ózonlyuk kiterjedését) követik nyomon.

### Telekommunikáció
„Ma már elképzelhetetlen az élet műholdak nélkül”. Ez az állítás elsősorban a távközlés területén vált igazzá: műholdak nélkül nem tudnánk olyan szabadon telefonálni, mint ahogy napjainkban megtehetjük, nem lenne globális adatátvitel, nem lenne internet és nem láthatnánk a nagyszerű események televíziós közvetítéseit sem. A távközlési műholdak alkalmazásával rengeteg kényelmi és üzleti szolgáltatást kapunk. Napjaink több transzponderrel rendelkező kommunikációs műholdjei egyszerre képesek tévéadások, telefonbeszélgetések és az adatátvitel lebonyolítására és a Föld pontjai időben rendkívül közel kerültek egymáshoz.

### Navigáció
Napjainkra külön űralkalmazási ágazattá nőtt ki a műholdas navigáció. Az amerikai GPS, az orosz Glonassz, vagy a kiépítés előtt álló európai Galileo rendszer mindegyike az űrben pályára állított műholdrendszerből áll, amelynek jelei alapján a földfelszín bármely pontján méteres – kivételes esetben milliméteres – pontossággal megállapítható a jeleket vevő helyzete. A korábban az amerikai haderők számára tervezett GPS helymeghatározó rendszert ma már széleskörűen alkalmazza a civil szféra is a jelek titkosításának feloldása után. A teljes bolygót lefedő rendszer 24 órás szolgáltatás nyújt, alapja 24 műhold, amelyek úgy helyezkednek el a Föld körüli pályán, hogy a földfelszín bármely pontjáról legalább 4 látható egyszerre, és a rádiójeleket sugárzó műholdak adásait fogva lehet meghatározni a pontos földrajzi helyzet. A GPS etalonnak számít, a konkurens orosz, európai és leendő kínai rendszerek is ezt az elvet alkalmazzák (majd). A helymeghatározást igen széles körben alkalmazzák már a hétköznapi életben: repülőgépeken, hajókon, autókban is, de a földmérésben is jó szolgálatot tesz.

### Katonai aktivitás
Már az űrkutatás kezdeteitől jelen vannak a katonai programok a világűrben, igaz, ezek mindig a szigorúan titkos kategóriába tartoztak, kevés ismeret áll rendelkezésre róluk. Ezek a katonai alkalmazások elsősorban távérzékeléseket jelentenek, nagy felbontású fényképezést, elektronikus felderítést, nukleáris megfigyelést. Korábban terveztek emberekkel végzett aktív elhárítási programokat (pl. ellenséges műholdak elrontása stb.), mára azonban a katonai programok a NASA űrrepülőgépei fedélzetén repülő űrhajósok által végzett észlelésekben vagy berendezés-próbákban merülnek ki. Érdekes módon a katonai űrprogramok mindig is olyan titkosak voltak, hogy a bennük alkalmazott technikákat a mégoly fontos tudományos űrprogramok sem kaphatták meg. A katonai űrtevékenységet a világűrjog korlátozza, de nem tiltja.
A katonai űrtevékenység érdekes mellékterméke a galaktikus kozmikus sugárzás felfedezése. A hidegháború idején felküldött, az ellenség kísérleti nukleáris robbantásait figyelő kémműholdak váratlanul ismeretlen forrásból származó – nem a földfelszínről és nem a Nap felől érkező – nagy energiájú sugárzást detektáltak, amelyekről a szakértők megállapították, hogy távoli űrobjektumok felől érkeznek.

## Jogi státusza
A világűrre vonatkozó szabályokat a világ államainak jó része által aláírt Világűr Egyezmény foglalja össze. A szándék szerint a világűrt csak békés célokra szabad felhasználni. Lényegi rendelkezései:
- Fő rendelkezése: semelyik állam nem telepít, nem próbál ki nukleáris, vagy bármilyen más tömegpusztító fegyvert a világűrben, illetve bármely bolygón, illetve ugyanitt nem végez katonai manővereket, nem képez ki katonákat és nem telepít katonai bázisokat, és a Holdon, valamint más égitesteken csak békés célú tevékenységet folytathat. Azonban az egyezmény elmulasztotta megtiltani hagyományos fegyverzet telepítését az űrbe;
- Egyetlen állam sem formálhat jogot bármely égitest területeire, erőforrásaira, mivel azok az egész emberiség örökségét jelentik;
- Minden állam felelős a maga űrtevékenysége okozta károkért és más következményekért, legyen az állami, vagy magán űrtevékenység.

A világ 99 állama – köztük Magyarország – írta alá és iktatta törvénybe az Egyezményt, további 26 pedig aláírta, de a törvényhozásában nem ratifikálta, így ma a Föld államainak többsége tiszteletben tartja a világűr békés célú felhasználását szabályzó közös akaratot.

## A világűr az egyetemes kultúrában
A világűr a kultúrában szinte szinonim a science fiction műfajjal, a legtöbb ilyen mű a világűrben játszódik. A tudományos-fantasztikus irodalom és filmművészet már az űr meghódítása előtt ábrázolt olyan történeteket, kalandokat, amelyek a világűrben játszódtak – például a nagy klasszikus sci-fi-író, Jules Verne Utazás a Holdba (1865) és Utazás a Hold körül (1870) című művei –, majd a tényleges űrutazások korában új lendületet kapott az új közegben játszódó történetek megjelenése.

### Filmművészet
A sci-fi számára a film is óriási lehetőségeket nyújt, mivel a filmtrükkökre építve fizikailag is megjeleníthetőek az addig csak fantáziákban létező cselekmények, helyszínek. Az idők során jó néhány emblematikus filmalkotás készült, amelyek témája, helyszíne a világűr volt, és amely segítette a közvélemény megnyerését a „köznapi” űrtevékenységhez. A korábban alkalmazott filmtrükk technikát az utóbbi évtizedben egyre inkább átveszik a digitális filmkészítési módszerek, egyre élethűbbé téve a filmeket.
Néhány korszakos filmalkotás:
- 1902: Georges Méliès: Utazás a Holdba
- 1968: Stanley Kubrick: 2001: Űrodüsszeia
- 1977: George Lucas: Csillagok háborúja
- 1966-69: Gene Roddenberry: Star Trek
- 1966: Rolf Honold: Őrjárat a kozmoszban – Az Orion űrhajó fantasztikus kalandjai
- 1994: Dean Devlin: Csillagkapu

## Függelék

### Fontos magasságok
| Magasság   | Jellemző |
| ---------- | --- |
| 3 km       | Az FAA tartalék oxigént ír elő a repülőgépek pilótáinak és utasainak                                                   |
| 5,3 km     | A Föld légkörének fele ezen szint alatt van                                                                            |
| 16 km      | Nyomás alá helyezett kabin, vagy különleges védőöltözet szükséges                                                      |
| 18 km      | A troposzféra felső határa                                                                                             |
| 20 km      | A testnedvek védőöltözet nélkül felforrnak                                                                             |
| 24 km      | A hagyományos repülőgépeken alkalmazott túlnyomásos rendszer már nem működik                                           |
| 32 km      | A gázturbinás sugárhajtóművek nem működnek                                                                             |
| 39 km      | A legnagyobb magasság, ahonnan ember leugrott                                                                          |
| 45 km      | A ramjetek nem működnek                                                                                                |
| 50 km      | A sztratoszféra felső határa                                                                                           |
| 80 km      | A mezoszféra felső határa                                                                                              |
| 100 km     | A Kármán-vonal, az aerodinamikai felületek már nem termelnek számottevő felhajtóerőt                                   |
| 120 km     | A keringésből visszatérő űreszköz ezen a magasságon kezdi érzékelni a légkör fékező hatását                            |
| 200 km     | A lehető legkisebb magasság egy rövid távon (néhány napig) stabil Föld körüli pályához                                 |
| 350 km     | A lehető legkisebb magasság egy hosszú távon (több éven át) stabil Föld körüli pályához                                |
| 360 km     | A Nemzetközi Űrállomás átlagos keringési magassága                                                                     |
| 587 km     | A Hubble űrtávcső keringési magassága, egyben a legnagyobb ember által elért magasság az Apollo-program befejezése óta |
| 690 km     | A termoszféra és az exoszféra közötti határ, valamint a belső Van Allen öv kezdete                                     |
| 1374 km    | Az ember által elért legnagyobb magasságú Föld körüli pálya földtávolpontja (Gemini–11)                                |
| 10 000 km  | A belső Van Allen-öv külső határa                                                                                      |
| 19 000 km  | A külső Van Allen-öv kezdete                                                                                           |
| 35 786 km  | A geostacionárius pálya magassága                                                                                      |
| 378 000 km | A Hold átlagos keringési magassága                                                                                     |

### A világűr felfedezésének mérföldkövei

#### Űrszondák, műholdak eredményei
| Dátum                | Esemény |
| -------------------- | --- |
| 1957. október 4.     | A Szputnyik–1, a világ első sikeres műholdjának startja.                                                                |
| 1957. november 3.    | Az első élőlény, Lajka kutya sikeres felbocsátása                                                                       |
| 1959. január 4.      | A Hold elérése a Luna–1 révén                                                                                           |
| 1959. augusztus 7.   | Az első űrben készített fotó az Explorer–6-ról                                                                          |
| 1959. szeptember 13. | A Luna–2 becsapódik a Holdba                                                                                            |
| 1963. július 26.     | A Syncom–1, az első geostacionárius műhold startja                                                                      |
| 1965. április 6.     | Az Intelsat–1, a világ első kereskedelmi telekommunikációs műholdjának startja                                          |
| 1966. február 3.     | A Luna–9 elsőkénti sikeres sima leszállása a Holdon, egyben az első fényképek megérkezése egy másik égitest felszínéről |
| 1966. március 1.     | Egy másik bolygó, a Vénusz elsőkénti elérése a Venyera–3-mal                                                            |
| 1970. szeptember 24. | Az első automata mintavisszahozatal a Hold felszínéről a Luna–16-tal                                                    |
| 1970. november 23.   | A Lunohod–1, az első holdjáró bevetése a Holdon                                                                         |
| 1970. december 15.   | Az első sima leszállás egy másik bolygó, a Vénusz felszínén a Venyera–7-tel                                             |
| 1971. november 14.   | A Mariner–9 végrehajtotta az első pályára állást egy másik bolygó körül                                                 |
| 1971. december 2.    | A Marsz–3 teljesítette az első sima marsi leszállást                                                                    |
| 1972. március 3.     | A Pioneer–10 az első, Naprendszert elhagyó pályára indított szonda startja                                              |
| 1973. december 3.    | A Pioneer–10 először ért el egy gázbolygót, a Jupitert                                                                  |
| 1975. október 22.    | A Venyera–9 leszállt a Vénuszon, egyben az első, másik bolygóról küldött fotók vétele                                   |
| 1979. szeptember 1.  | A Pioneer–11 elsőként érte el a Szaturnuszt                                                                             |
| 1986. január 24.     | A Voyager–2 elsőként érte el az Uránuszt                                                                                |
| 1989. augusztus 25.  | A Voyager–2 elsőként érte el a Neptunuszt                                                                               |
| 2008. május 30.      | A Voyager–1 elérte a heliopauza előtti lökéshullámot                                                                    |

#### Űrhajósokkal végrehajtott űrexpedíciók eredményei
| Dátum              | Esemény |
| ------------------ | --- |
| 1961. április 12.  | Jurij Gagarin, az első ember űrrepülése a Vosztok–1-en                                                                                              |
| 1963. június 16.   | Valentyina Tyereskova az első nő űrrepülése a Vosztok–6-tal                                                                                         |
| 1965. március 18.  | Alekszej Leonov elvégezte a világ első űrsétáját a Voszhod–2-ről                                                                                    |
| 1965. december 15. | A Gemini–6 és Gemini–7 között létrejött az első űrrandevú                                                                                           |
| 1966. március 16.  | Két űreszköz (a Gemini–8 és az Agena) első összekapcsolódása                                                                                        |
| 1967. április 23.  | Az első űrkatasztrófa repülés közben, amely Vlagyimir Komarov halálát okozta a Szojuz–1-en                                                          |
| 1968. december 24. | Emberek először álltak egy másik égitest körüli pályára a Holdnál az Apollo–8 fedélzetén                                                            |
| 1969. július 21.   | Az Apollo–11 legénységének két tagja, Neil Armstrong és Buzz Aldrin leszállt a Holdon, egyben az első sikeres űrstart egy másik égitest felszínéről |
| 1971. április 23.  | A Szaljut–1, az első űrállomás felbocsátása |
| 1975. július 15.   | Az első nemzetközi repülés az Apollo–Szojuz-program keretében                                                                                       |
| 1981. április 12.  | A Columbia űrrepülőgép az első többször felhasználható űrhajó startja                                                                               |
| 1984. július 25.   | Szvetlana Szavickaja első nőként végzett űrsétát |

## Lásd még
- Űrtörténelem
- Űridőjárás

A világűr és a benne lévő égitestek kutatásával, valamint a világűr hasznosításával foglalkozó tudományágak:
- Asztrofizika
- Csillagászat
- Kozmológia
- Űrkutatás

### Magyar oldalak
- Virtuális enciklopédia – Világűr
- Űrvilág
- MCSE – Csillagászati hírek

### Külföldi oldalak
- Space.com
- Spacedaily.com
- SpaceFlightNow.com
- NASA World Book